# 三重县
三重县（日语：／〔〕 Mie ken */?）位處日本中部的近畿地方，紀伊半島東部位置。縣廳所在地為津市。主要城市有四日市市及鈴鹿市。位於伊勢市的全國神社社格之首伊勢神宮和铃鹿市的铃鹿赛道是本县的知名地標。其他著名旅游地点有世界文化遗产的熊野古道、伊勢志摩国立公园、武士发源地伊贺上野、大台个原山、铃鹿国定公园的御在所山、室生赤目青山国定公园等。

## 概要
三重縣有賴豐富的自然資源，促進農業及漁業發展繁盛。自江戶時代到現在，參拜伊勢神宮、觀賞日本大獎賽與鈴鹿8小時耐久賽等活動都振興了當地觀光產業。三重縣人口、面積和人口密度分別排名全國第22位、25位及20位；作為中京工业核心地带的北勢地域，在平成年間已獲視為頭等縣份，經濟增長僅次於東京都，人均本地生產總值（縣民經濟計算）由第3位升至15位。
縣内擁有最多人口的市町村是約31萬人的四日市市，因而獲日本政府列為施行時特例市。另一方面，縣廳所在地「津市」人口約16萬人，是2005年至2006年間人口最少的縣廳，但經過平成大合併後已上升到28萬人左右；除了東紀州中心一帶有過疎地域（人煙稀少地區），津市及松阪市一部地方亦被劃分為過疎地域。三重縣總人口大概180萬人，與熊本縣、鹿兒島縣、岡山縣規模差不多。而相比之下縣內既沒人口較多的城市，又散落在幾個中規模城市裡。
北勢地域是多數主要企業所在地。四日市市每年生產約12萬部零食販賣機，生產量為全國第一。再者、石油化工聯合企業「四日市聯合企業」長駐當地，一直成為日本四大污染病「四日市哮喘」出現的原因。雖然如此，日本政府現時正修訂法案和提昇防污技術，令該地帶周邊空氣情況得以改善。另外，龜山市設有龜山蠟燭（總部已遷至大阪市），以及三重縣為吸引高科技企業進駐而興建的龜山第1工廠，故讓三重縣成為日本第一蠟燭兼鑰匙生產地。
縣內擁有伊勢神宮、伊賀上野、二見浦、日本世界遺產之一熊野古道、鈴鹿賽車場、名花之里等著名観光景點。尤其以伊勢、志摩地區的觀光地較為人熟悉。在地理方面，三重縣位於近畿圏和中京圏中間，加上伊勢志摩地區設有近畿日本鐵道路線，提供專用車票招攬不少來自大阪、名古屋的觀光客到訪，因而容易促進當地旅遊業。
三重方言是三重縣主要方言，當中細分為伊勢方言、伊賀方言、志摩方言、紀州方言四個種類。三重方言屬於近畿方言之一，大部分地域均以京阪式聲調為主流。三重縣北部雖與愛知縣有經貿合作關係，可在方言上跟愛知縣及岐阜縣截然不同。此外，三重縣也聯同滋賀縣、福井縣、岐阜縣一起組成「日本正中央共和國」，定期舉辦知事高峰會議和文化交流；名古屋名產炸蝦飯糰、味噌炸豬排其實起源於三重縣，一說「鰻魚飯三吃（ひつまぶし）」這道鄉土料理的語源都是出自三重縣。

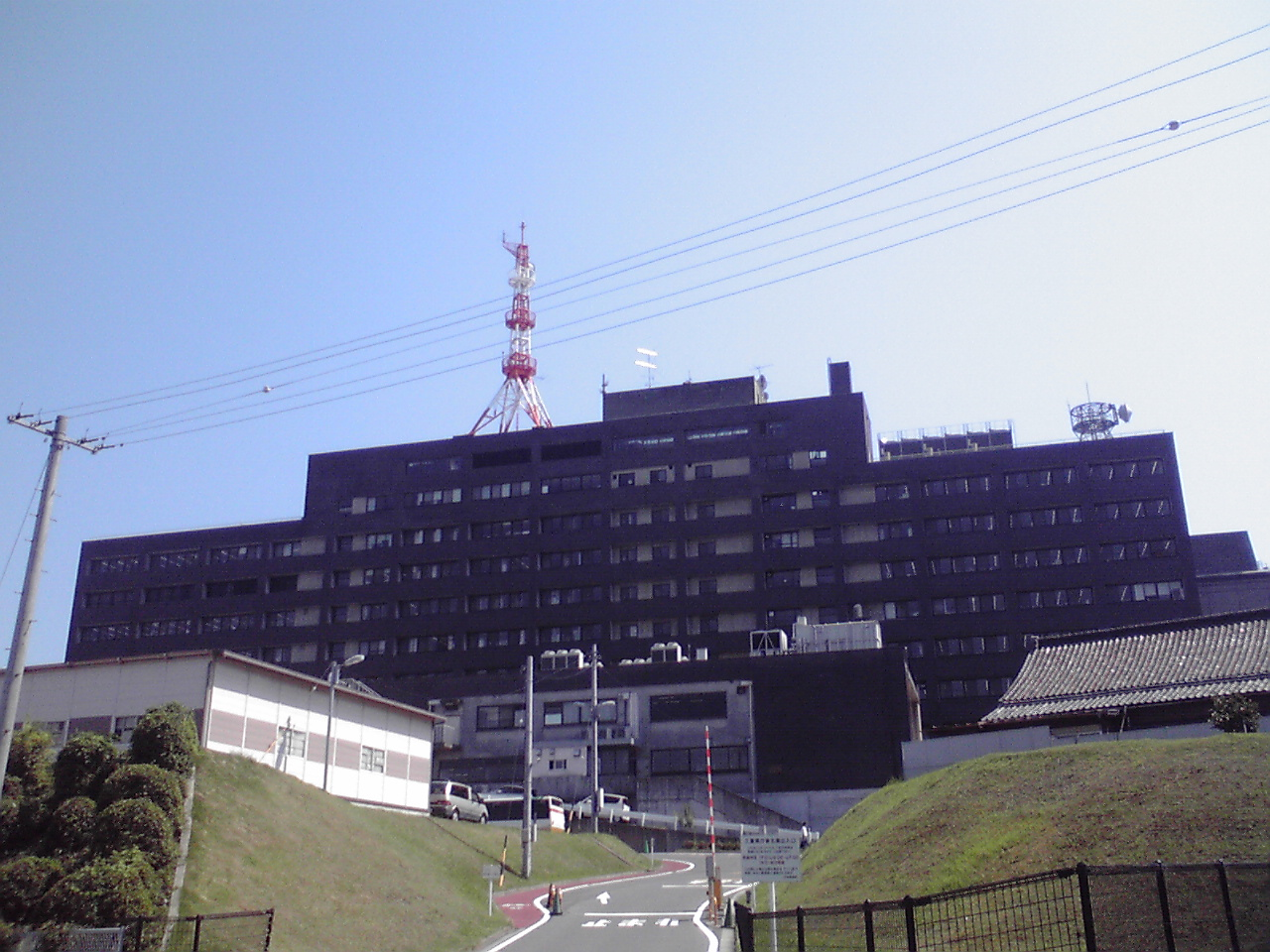
三重縣廳
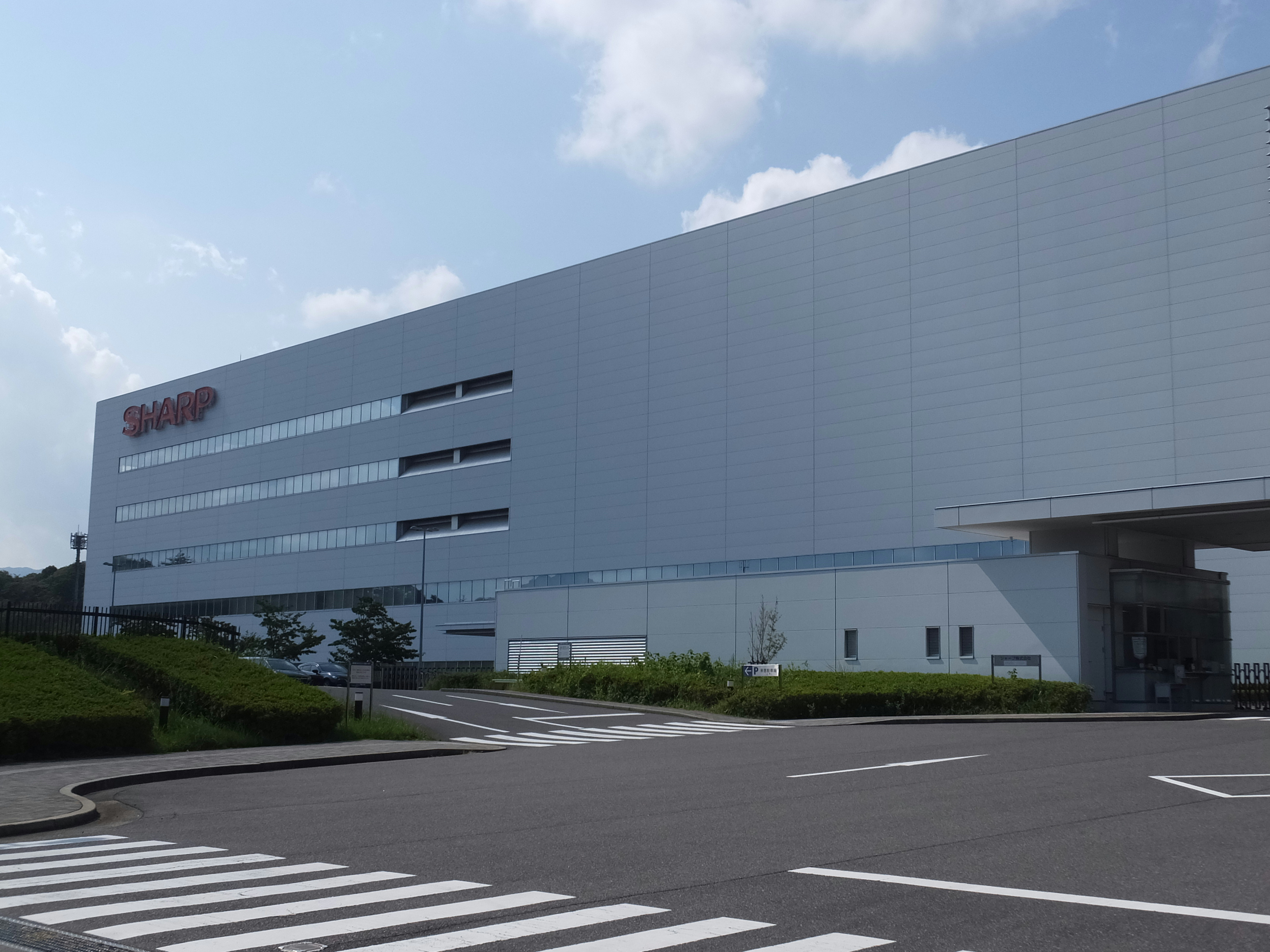
龜山第1工廠

## 歷史
三重县旧国名为伊势、伊贺、志摩、纪伊牟婁郡（熊野），将三重郡的郡名引为县名，包括在內的旧律令国數目僅次於兵庫県（有7個）。人類居於三重縣之紀錄可追溯至繩文時代，當時古人已在三重縣的河岸進行農耕工作。在7世纪末随着古代律令国家制度的发展，侍奉伊势神官的斋王在明和町内设置了斋宫，形成了一个重要的官厅。江戶時代此地曾包括了多個封建領主，县以下设置藩，藩内派驻大名，整备了东海道、伊势街道等交通网络，大凑和桑名、安农津等港口城镇、旅馆街镇、城下街镇繁荣起来，松阪木棉和伊勢形紙等产业兴起，学者、文人辈出。明治時代地方改制（明治維新），三重縣範圍大致與現今的一樣。

### 原始
大陸與陸地仍在相連的時候，三重縣因獲考古學家發現鳥羽市恐龍化石、伊賀市大山田大象和鱷魚足跡等而為人認識。由3萬年前開始，不少刀形石器從1萬年前舊石器時代晚期的南勢地方、鈴鹿川北岸、鈴鹿市南部、英虞灣，以及伊雜浦等地的河岸段丘或台地遺跡裡出土。所知遺跡共有50處，但箇中奧秘還未能解開。考古學家對出張遺跡（多氣郡大台町）進行發掘調査後，刀形石器、刮削器、尖狀石器、細小石器均陸續出土。出土石材多為縣内燧石，而當中的讃岐岩是產自二上山。
於繩紋時代草創期，多個押型紋土器已在三重縣內近100個遺跡裡出土；早期以後發現的遺跡超過600個，遍佈伊勢灣岸、志摩半島、熊野灘沿岸和伊賀盆地内陸地區。伴隨押型紋土器出土的石器也包括有莖尖頭器及石鏃，不過兩者卻出現在不同時期。草創期繩紋人是居於竪穴式房屋，考古學家推測它由直徑約4米的不規則圓形範圍，下挖80厘米拄著椽子，再以修葺後的錐狀屋頂鋪砌而成。有些亦設置了煙道附爐穴（野外爐；長楕圓形或圓邊等腰三角形、最大長2.6米、最大幅度65厘米），屬半定居生活模式。
中期至後期前葉遺跡數目攀升，其中大概200個遺址已獲確認。中期前半，關東、瀨戶內土器裡有一部份歸類於北陸、東海土器，代表當時繩紋人曾經沿海岸活動，而他們住在圓形且屋內設置石柵欄及土器敷爐的房子。到了後期，受近畿文化強烈影響下東北、中部、北陸土器都相繼出現其中，可見交流廣泛。津市一志町天白遺跡的東西、南北各自擴闊了約50米，西日本更有少數配石遺構，因內藏土器棺墓、逾60個土偶及岩偶、石棒、石劍等祭祀遺物，故遺構被認為用作舉行送葬儀式。進入晩期許多小規模遺跡，都在沖積平原找到。後半的土器則以肩部、口邊位置貼上粘土帶子的東海突帶文土器佔主流。而時人是居於名張市下川遺跡、呈柄鏡形的房屋，並用土器埋葬遺體，經確認的25座土器棺墓郡皆偏離村落。

### 古代
三重縣在4世紀正式由大和王權統治，成務朝（令制國）時期設島津國造於志摩郡，後來亦設其他時期不明的縣造，包括飯高縣造（飯高郡）、壹師縣造（一志郡）、佐奈縣造（多氣郡）、度逢縣造（度会郡）、安野縣造（安濃郡）和川俣縣造（鈴鹿郡）。到了雄略朝，度會郡丹波國造的支族 —— 磯部氏（度會氏），於豐受大神宮祭祀過豊受大神。672年（飛鳥時代）發生壬申之亂期間，三重縣域（伊勢及伊賀）曾擔任重要角色。
7世紀完結時雖實施班田制，但三重縣內除志摩國英虞郡外，各郡都出現條里制的遺構，尤其伊賀國服部川右岸沖積扇、伊勢國安濃川與櫛田川下流域，均有連續而大範圍的土地規劃。在伊賀上野市（現伊賀市）西明寺字長者屋敷裡，國分寺跡至今遺留了一個東西同樣210米、南北約250米的方形，作野戰工事之用。南面有中門、金堂、講堂跡土壇並列，西南角落也有能望見塔跡的土壇。東面200米有一座尼寺，被認為是長樂山廢寺。至於鈴鹿市國分町台地南端，一般被推斷為伊勢國分寺的位置，而寺域圍在築地內，東西達178米、南北達184米；志摩阿兒町國府台地上的護國山國分寺（志摩國分寺）常被拿來比較。

### 中世
三重縣在平安時代成為了伊勢平氏的根據地，平家滅亡後被細分做伊勢神宮領·奈良寺社領（寺院及神社領地）的貴族莊園，並作為伊勢關氏之外源平合戰的賞賜，讓源氏一方武士移居北勢、中勢等地。而伊藤家（伊勢平氏由來）與伊勢神宮由來 —— 斉藤氏、荒木田氏、度會氏構成了三重縣有名家系。在南北朝時代，從南朝開始北畠氏便獲任命為伊勢國國司；踏入室町幕府時代，北畠氏及仁木氏分別擔任伊勢國和伊賀國的守護大名。其後，北畠家成為了戦國大名，大河内氏、木造氏、田丸氏、坂内氏、星合氏、岩内氏、藤方氏、波瀬氏等分家，亦於江戸時代以旗本身份延續家系。

### 戰國時代〜安土桃山時代
伊勢國於戰國時代至安土桃山時代由北畠氏所支配（中勢地方）和劃入神戶氏勢力範圍（鈴鹿郡）內，但曾被志摩國九鬼水軍 —— 九鬼氏以戰國大名身份統治過。永祿11年（1568年），織田信長率領大軍侵入伊勢，與北伊勢的神戶具盛（第7代當家）講和，將自己第三個兒子織田信孝過繼成為神戶氏養子。同年，長野具藤亦向織田信長投降，迎入其弟織田信包繼承長野氏當主之位。永祿12年（1569年），織田家進一步對北畠家展開攻勢，最終北畠氏落敗歸順，接受織田信長送入次男織田信雄當養子，繼承北畠家家督統領北伊勢地域。
元龜2年（1571年）及天正9年（1581年），織田信長分別在第一次長島征伐（長島一向一揆）和天正伊賀之亂中，大量屠殺伊賀、伊勢豪族與信奉一向宗的北勢地域農民。天正10年（1582年），據傳伊賀眾曾於本能寺之變結束後協助身陷敵國的德川家康逃脫（穿越伊賀），故此在江戸時代受到德川氏重用。戰國時代北勢地域（伊勢國北部）由以下「北勢四十八家」豪族、領主所統治。三重縣北部曾有很多人姓伊藤或水谷，惟隨着織田信長侵攻北伊勢後已銳減了不少。
1. 關氏（龜山城）
2. 長野氏（長野城）
3. 千種氏（千種城）
4. 赤堀氏（赤堀城、羽津城、中野城）
5. 楠氏（楠城）
6. 稻生氏（稲生城）
7. 矢田氏（走井城）
8. 田丸氏
9. 後藤氏（宇野部城、別所城、糖田城）
10. 沼木氏（柿城）
11. 大矢知氏（大矢知城）
12. 片岡氏（上深谷城）
13. 水谷氏（大鳥井城）
14. 栗田氏（繩生城）
15. 高井氏（小山城）
16. 小串氏（豬飼城）
17. 草薙氏（御衣野城）
18. 横瀨氏（廣永城）
19. 江見氏
20. 毛利氏（桑部城）
21. 富永氏（長深城）
22. 保保氏（保保城）
23. 多湖氏（笠田城）
24. 治田氏（治田城）
25. 片山氏（上木城）
26. 西野氏（野尻城）
27. 野村氏（島田城）
28. 濱田氏（濱田城）
29. 小阪氏（梅戸城）
30. 近藤氏（白瀨城、深谷部北狹間城）
31. 安藤氏（深谷部柳島城）
32. 西松氏（柚井城）
33. 森氏（中江城）
34. 片岡氏（堺村城）
35. 南部氏（富田城）
36. 朝倉氏（茂福城）
37. 松岡氏（上井城、城井戸城、金井城）
38. 種村氏（大泉金井城）
39. 田原氏（羽津城、赤堀城）
40. 春日部氏（伊坂城、星川城、萱生城）
41. 伊藤氏（桑名城、松島城）

### 近世（江戸時代）
江戸時代設置了多個藩鎮，伊勢國共有12個。當中包括桑名藩、長島藩、伊勢亀山藩、神戸藩、菰野藩、久居藩、津藩、志摩國鳥羽藩、津藩支城伊賀上野城、津藩一族的名張陣屋、紀州藩支城田丸城，以及松阪城。

### 近代·現代

#### 設置度會府
1868年8月23日（慶應4年7月6日），日本政府設置度會府，翌年7月25日 - 10月24日（明治2年6月17日 - 9月20日）實行中央集權政策「版籍奉還」，添置桑名藩、龜山藩、長島藩、神戶藩、菰野藩、津藩、久居藩、鳥羽藩等8個藩鎮。1869年8月24日（明治2年7月17日），度會府改稱為度會縣，於1871年8月29日（明治4年7月14日）廢藩置縣政策實施下，與新增的桑名縣、龜山縣、長島縣、神戶縣、菰野縣、津縣、久居縣及鳥羽縣並列。1872年1月2日（明治4年11月22日），日本政府進行第1次府縣整併，把安濃津縣（桑名縣、龜山縣、長島縣、神戶縣、菰野縣、津縣）和度會縣（久居縣、鳥羽縣、度會縣）合併。安濃津縣縣廳設於安濃郡津大門町（現津市大門）、度會縣縣廳則置在度會郡山田岩淵町箕曲（現伊勢市岩淵二丁目及近鐵宇治山田車站前）。
同年3月17日（明治4年4月24日），安濃津縣縣廳由南部安濃津（對倒幕賞賜不滿的舊津藩士族所居住）移至中央三重郡四日市四日市陣屋（現四日市市立中部西小學校），並因應郡名而正式改稱為三重縣。1873年（明治6年）12月10日，政府基於三重縣廳舍空間狹窄和預計將跟度會縣合併，選擇把縣廳遷回安濃津，以及保留縣名。1875年（明治8年），「用郡名作縣名」此舉曾被政治家立入奇一質疑，不過當時內務省認為既然神奈川縣、兵庫縣都出現同樣問題，又考慮到度會縣合併計劃仍處於研究階段，故決定留待將來解決。

#### 三重縣起步
日本政府於1876年（明治9年）4月18日進行第2次府縣整併，將三重縣和度會縣合併成現時的三重縣；初代縣令（知事）是佐賀縣士族岩村定高。同年12月 - 1873年（明治6年）7月實行地租改正改革，但農民反對而引發伊勢暴動。1878年（明治11年）1月17日，伊勢新聞創刊；1887年（明治20年）開始進行木曾三川（木曾川、長良川、揖斐川）分流工程，翌年（明治21年）架設橋樑，關西鐵道也在四日市市成立。1894年（明治27年）7月5日，關西鐵道開通了四日市〜桑名臨時停車場，把東海道本線草津車站連繫起來。1895年（明治28年）5月24日，關西鐵道延伸桑名臨時停車場，開通名古屋〜前須（彌富市）一帶路段；同11月7日再開通桑名〜前須一帶，讓人們可經陸路到達愛知縣。
1900年（明治33年）4月22日，木曾三川分流工程竣事。1925年（大正14年）6月1日，NHK大阪放送局於三重縣試行模擬廣播，同年7月15日NHK名古屋放送局在當地啟動廣播1台。1929年（昭和4年）1月30日，伊勢電氣鐵道（現近畿日本鐵道 / 關西急行鐵道）開通四日市·桑名之間的路段。1930年 - 1932年（昭和5年及昭和7年），大阪電氣軌道多個車站開業，包括奈良縣櫻井站 - 名張站 - 參急中川車站（現伊勢中川站） - 宇治山田車站間（本線、現近鐵大阪線·近鐵山田線），以及中川車站 - 津站間（津支線、現近鐵名古屋線一部份）。1932年（昭和7年），大阪電氣軌道與參宮急行電鐵的直通特急電車（以2小時1分跑完路程），開始在大阪上本町車站 - 宇治山田車站投入服務。1933年（昭和8年）11月8日，位於現時桑名市長島町和愛知縣彌富市之間的木曾川尾張大橋開通，亦開始提供服務。
1934年（昭和9年），長良川及揖斐川伊勢大橋（桑名市長島町及桑名市中心之間）開通和啟用，供人們徒步或駕駛汽車來往愛知縣。1938年（昭和13年）6月26日，關西急行電鐵（現近鐵名古屋線）桑名〜關急名古屋站開通；1944年（昭和19年）12月7日尾鷲市近海發生震源深度約20公里的東南海地震，令尾鷲市、熊野灘沿岸一帶受海嘯沖擊，造成1223人（估計）死亡和失踪。1945年（昭和20年）1月14日、7月28日，美軍空襲（宇治山田空襲）宇治山田市（現伊勢市），引致192人於7月28日死亡。同年6月18日、7月24日 - 28日，美軍又分別空襲（四日市空襲）四日市市及津市（津空襲），死者達736人和1,239人，當中四日市市街道幾乎淪為廢墟，津市舊街道與工場遭炸毀。
1951年（昭和26年）9月1日，中部日本放送和新日本放送正式開播；1953年（昭和28年）10月設立三重電台（1959年跟東海電台合併），並於12月由津市啟播。1954年（昭和29年）3月1日，NHK名古屋放送局與NHK大阪放送局在三重縣北中部開始提供電視服務；翌年（昭和30年）三重縣立四日市高等學校第一次參加第37回全國高等學校野球選手權大會和贏得冠軍。1956年（昭和31年）12月1日，CBC電視台及大阪電視放送（現朝日放送電視台）開始在三重縣北中部投入服務，翌年（昭和32年）11月三重電台改名為近畿東海放送。1959年（昭和34年）4月29日，御在所索道開業；同年7月15日、11月20日，紀勢本線全通，近畿東海放送亦跟岐阜縣東海電台合併，且於名古屋市成立新的東海電台。而9月26日便受伊勢灣台風吹襲，導致4,697人死亡、401人失蹤、32,285人受傷。
1960年（昭和35年）3月，東海電台津放送局關閉，隨後四日市煉油廠排放大量二氧化硫，令四日市哮喘、慢性支氣管炎、肺氣腫等呼吸系統疾病迅速蔓延。1962年（昭和37年）9月，鈴鹿賽道開業；1965年（昭和40年）3月1日、12月16日，紀勢本線途經名古屋站 - 天王寺站之間的特急黑潮號列車開始行駛，並開通了三重縣首條快速道路（自動車專用道路） —— 名阪國道。1966年（昭和41年）3月，長島溫泉樂園開幕，1969年（昭和44年）11月3日三重電視台啟播。1970年（昭和45年）4月6、17日，NHK津放送局開始營運，也開通了四日市交流道 - 龜山交流道間的國道1號東名阪道路，由日本道路公團（現中日本高速道路）以收費形式管理。1973年（昭和48年）4月1、2日，東名阪道路成為三重縣第一條高速自動車國道 —— 東名阪自動車道，而NHK津放送局亦啟動三重縣域的電視服務。
1985年（昭和60年）6月1日，FM三重開播，1987年（昭和62年）4月1日國鐵分割民營化政策實施下關西本線龜山車站 - 島原站納入西日本旅客鐵道內，而龜山車站 - 長島站、紀勢本線龜山車站 - 新宮車站、參宮線、名松線歸入東海旅客鐵道之中。1994年（平成6年）4月22日，志摩西班牙村開業，四日市市錄得最深53厘米積雪。1998年（平成10年）7月12日，名花之里開始營業；2000年（平成12年）6月、11月1日，三重縣與滋賀縣、福井縣、岐阜縣組成「日本正中央共和國」，四日市市又升為特例市。2003年（平成15年）12月1日隨着縣内首次平成大合併，南部大安町、西北部藤原町、中部北勢町、東部員辨町四個行政區劃合併為現時的員辨市；2004年（平成16年）7月7日，紀伊山地的聖地及朝聖路列入世界遺產名錄，同年9月29日台風21號導致宮川村（現大台町）出現土石流。
2007年（平成19年）4月15日，三重縣中部發生地震令龜山市及鈴鹿市合共12人受傷。2009年（平成21年）10月8日，台風18號引致東海旅客鐵道名松線家城站 - 伊勢奥津站之間，約40處出現山泥傾瀉和路軌移位；同年11月13日航運公司A-Line Ferry的「黎明號（ありあけ）」在熊野灘觸礁。2010年（平成22年）6月28日，伊勢自動車道的津交流道 - 伊勢交流道與紀勢自動車道全線試行不收費高速公路實驗計劃；同年10月1日伊勢灣渡輪2縣2市（三重縣、愛知縣、鳥羽市、田原市）航線接受官方支援而避免廢除。2011年（平成23年）4月，日本最年輕知事鈴木英敬上任，同年6月19日伊勢自動車道津交流道 - 伊勢交流道與紀勢自動車道全線不收費高速公路實驗計劃完結；9月5日台風第12號吹襲東紀州。2012年（平成24年）7月9日，三重縣包含鳥羽港翻修工程在內12份公文書遭私自竄改一事，曾被傳媒曝光。
2015年（平成27年）6月26日，三重縣為讓2016年5月第42屆七大工業國組織會議順利在志摩市賢島舉行，曾發起「三重伊勢志摩首腦縣民會議」加以配合。2017年（平成29年）4月21日（〜5月9至19日），三重縣營Sun Arena與周邊地方合辦第27屆全國菓子大博覧會「お伊勢さん菓子博2017」；2018年（平成30年）8月1日東海地區舉辦平成30年度全國高等學校綜合體育大會開幕儀式「2018 彩る感動 東海総体」。2019年（平成31年）4月17至19日，上皇明仁、美智子上皇后到訪伊勢市和志摩市，以及參拜伊勢神宮，是在位期間最後一次行幸啓。2021年（令和3年）8月26日 - 當地9月25日至10月5日，官方因應2019冠狀病毒病而決定中止舉行第76屆國民體育大會「三重十日國（三重とこわか国体）」與全國殘疾人運動大會「三重とこわか大会」（10月23至25日）。

## 地理
三重县位于日本列岛的中央靠近太平洋一侧，北部与爱知县、岐阜县，西部与京都府、滋贺县、奈良县，南部与和歌山縣等6個府縣相接，东部为太平洋，总面积5,776.56平方公里，位居日本第25位，南北狭长，海岸线长约1000公里，總長約180公里、東西幅度為108公里。属于以名古屋为中心的中京圈和以大阪为中心的近畿圈。三重县大体上划分为5大地域：北部的北势地域、中部的中南势地域、中南部的伊势志摩地域、中西部的伊贺地域、南部的东纪州地域。
由以伊勢平野作開端的平野部縱觀，包含山脈（鈴鹿山脈）、高地（青山高原）、盆地、低地等各種地形。從伊勢灣至松阪市飯高町一帶都是橫跨日本最大的斷層系中央構造線，而在飯高町月出可找到大規模的露頭。「中央構造線（月出）」於2002年獲日本政府列入自然紀念物之一，2007年又連同長野県大鹿村獲評為日本地質百選。
- 東：有沿著伊勢灣及熊野灘堆積而成的伊勢平野。
- 西：隔開鈴鹿山脈、信樂山地、台高山脈及紀伊山地，跟滋賀縣、京都府、奈良縣、和歌山縣相接，但與奈良縣接壤的位置被險峻山群阻斷，因此許多自治體不能夠直接通行（如松阪市 → 川上村、紀北町 → 上北山村、熊野市 → 十津川村等）。再者，與京都府接壤的位置僅長3公里左右，使用關西本線、國道163號雖能抵達縣境，卻不便於往來。而布引山地西邊屬上野盆地延伸部份。
- 南：以熊野川作境界，跟和歌山縣相接。
- 北：以養老山地及木曽三川作境界，與岐阜縣和愛知縣相接。

### 位置
|      | 三重縣廳（津市）  | 東端（鳥羽市）    | 西端（熊野市）    | 南端（紀寶町）    | 北端（員弁市）    |
| 經度 | 東經136度30分31秒 | 東經136度59分15秒 | 東經135度51分12秒 | 東經135度58分29秒 | 東經136度31分42秒 |
| 緯度 | 北緯34度43分49秒  | 北緯34度32分53秒  | 北緯33度51分33秒  | 北緯33度43分22秒  | 北緯35度15分28秒  |

#### 隣接都道府縣的自治體
- 括弧内表示隣接該自治体的三重縣自治體。

| ：愛知縣 - 田原市（伊勢灣海上及鳥羽市） - 彌富市（桑名市、木曽岬町） - 愛西市（桑名市） ：岐阜縣 - 海津市（桑名市、員弁市） - 養老町（員弁市） - 大垣市（員弁市） ：滋賀縣 - 多賀町（員弁市） - 東近江市（員弁市、菰野町） - 甲賀市（四日市市、鈴鹿市、亀山市、伊賀市、菰野町） ：京都府 - 南山城村（伊賀市） | ：奈良縣 - 奈良市（伊賀市） - 宇陀市（名張市） - 山添村（伊賀市、名張市） - 曽爾村（津市、名張市） - 御杖村（津市、松阪市） - 東吉野村（松阪市） - 川上村（松阪市、大台町） - 上北山村（尾鷲市、熊野市、大台町、紀北町） - 下北山村（熊野市） - 十津川村（熊野市） ：和歌山縣 - 北山村（熊野市） - 新宮市（熊野市、紀寶町） |

在國土交通省整備行政上與福井縣、滋賀縣相同，均可列入近畿圏或中部圏之內。伊賀市及名張市所屬的伊賀地域可區分為近畿地方（大阪圏），而北勢地域則可劃分為東海地方（名古屋圏）。以官方對於全國八個地方的劃分來說，跨越幾個地方的都道府縣只有三重縣（近畿地方和東海地方）及山梨縣（關東地方和包括甲信越地方在內的中部地方）。不過視乎不同情況，地域劃分（近、東、關、中）會有所變動。

### 地形
主要河川
- 木曽三川（木曽川、長良川、揖斐川）
- 鈴鹿川
- 雲出川
- 櫛田川
- 宮川
- 熊野川
- 木津川
- 五十鈴川
- 員弁川（町屋川）

主要山脈
| 鈴鹿山脈： - 藤原岳（1,140米、員弁市） - 龍岳（1,099米、兼弁市） - 釋迦岳（1,092米、菰野町） - 御在所岳（1,212米、菰野町） - 鎌岳（1,161米、菰野町） | 養老山地： - 多度山（403米、桑名市） 布引山地： - 笠取山（842米、伊賀市） - 靈山（766米、伊賀市） | 台高山脈： - 大台原山（日出岳）（縣内最高峰、1,695米、大台町） - 高見山（1,248米、松阪市） - 國見山（1,419米、松阪市） - 檜塚奧峰（1,420米、松阪市） |

其他：
- 朝熊山（555米、伊勢市及鳥羽市）

主要島嶼
| 鳥羽市： - 答志島 - 神島 - 菅島 - 坂手島 - 大築海島 - 小築海島 | 志摩市： - 賢島 - 間崎島 - 座賀島 - 和具大島 - 矢取島 - 渡鹿野島 - 三島山 | 紀北町： - 鈴島 紀寶町： - 御船島 |

海灣
- 伊勢灣：對著三重縣北部至中部，擁有四日市港等大規模海港。
- 英虞灣：位於志摩市，盛產養殖真珠。
- 的矢灣：被志摩市及鳥羽市圍繞，以出產「的矢牡蠣」聞名。
- 五所灣：位處度會郡南伊勢町，同樣盛產養殖真珠。
- 尾鷲灣：向著尾鷲市，擁有重要港灣尾鷲港。
- 熊野灘：由三重縣志摩市大王崎到和歌山縣潮岬的海域名稱
- 賀田灣：向著尾鷲市賀田

因從志摩半島南部至熊野市一帶都是里亞斯型海岸（横向海岸），所以存在很多海灣。
半島
- 紀伊半島
- 志摩半島

山脈、山地
- 鈴鹿山脈
- 布引山地
- 養老山地
- 台高山脈
- 紀伊山地

## 氣候

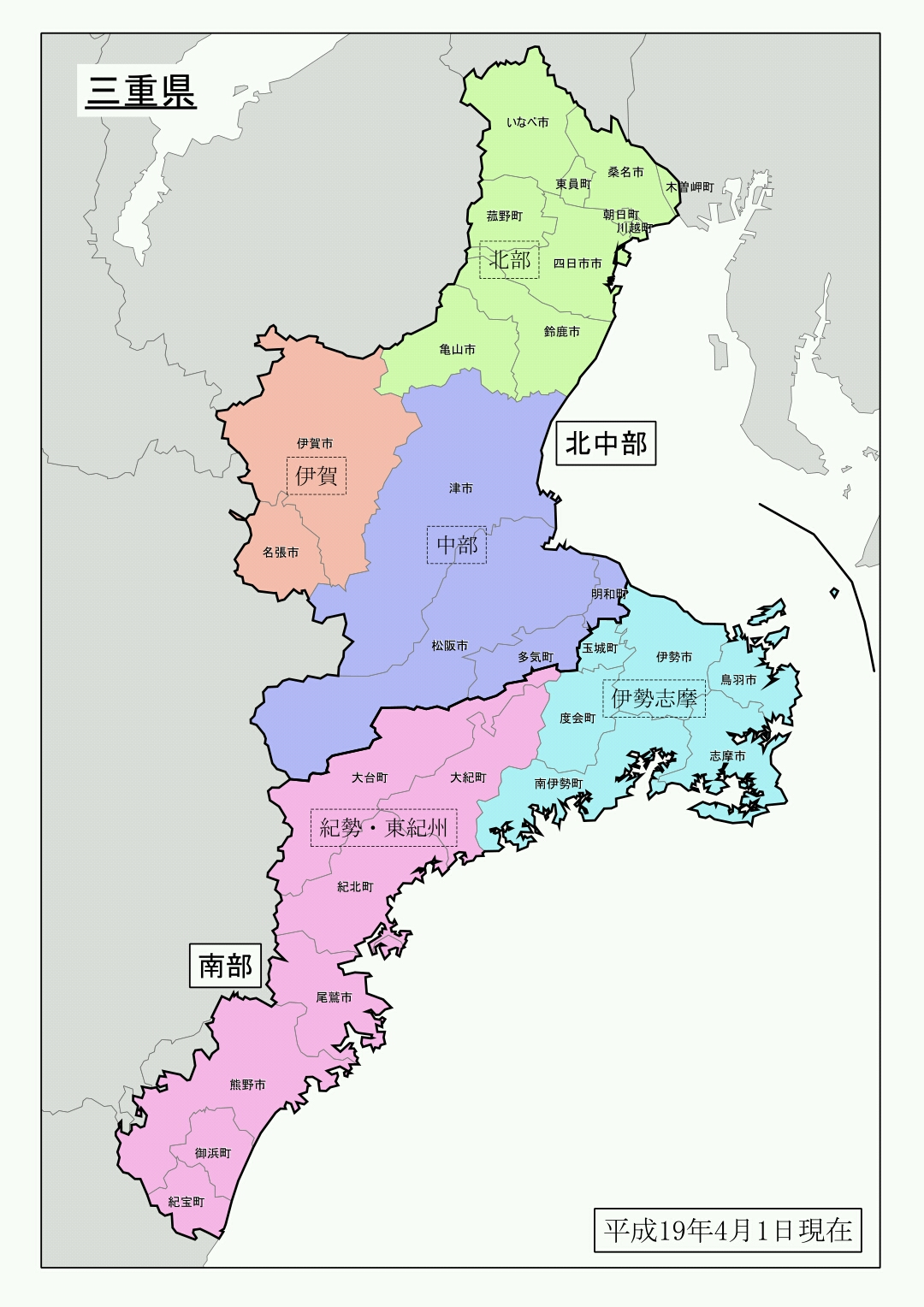
三重縣氣象圖示（氣象廳）

由於三重县南北狹長，有很多海岸線頗長的山岳地帶和盆地，故此各地气候差异较大。东海型气候的伊势平原，气候温暖，年平均气温14°C至15°C，冬季西北风较强，6月为梅雨季节，9月台风季节多雨；南海型的熊野沿海区，全年气候温暖，1月份平均气温为6至7°C，最低气温为2°C左右，全年雨量丰沛，尾鹫地区是日本少有的多雨地带，年降雨量为4000毫米；内陆型的上野盆地冬寒夏热，日温差较大，8月间多雨；山地气候的纪伊山和铃鹿山脉冬季多积雪。東紀州（南部）經常受到來自潮岬的台風侵襲，所以有「台風銀座」之稱。由伊勢灣沿岸至熊野灘沿岸屬於太平洋側氣候（伊勢灣沿岸為東海型、熊野灘沿岸則為南海型），而伊賀屬於内陸性氣候（包括瀨戶內式氣候）。
- 鈴鹿山麓（北部）：位處鈴鹿山脈山腳的地域（四日市市、桑名市等）在冬季時天氣乾燥且多晴，正當強烈冬型氣壓配置期間，會受日本海吹來的雪雲影響，出現局部地區性大雪。山中地區除外，縣內最多雪的地域是員弁市，有1米降雪記錄。
- 上野盆地（伊賀）：是除山地之外，1月平均氣温約3°C、縣內最嚴寒的地域，亦有超過40°C的夏季高溫記錄。與鈴鹿山麓地域（北部）一樣，正值強烈冬型氣壓配置期間會出現大雪。而年降水量錄得1,300〜1,500毫米，為縣內雨水最少卻於一年裡經常起霧的地區。
- 伊勢平野（中部、伊勢志摩）：基本上氣候常年處於温和狀態，但中南部屢受洪水侵襲（如宮川及津市有記錄的豪雨雨量達98毫米）。津市夏季最低氣温錄得25°C以下，熱帶夜日數居多。
- 熊野灘沿岸（紀勢東紀州）：因位處三重縣最南，故氣溫非常和暖，從來都是縣內有名、全國雨水較多的地域之一。岸上不時受台風侵襲，跟南四国（高知平野除外）與九州南東部相似，志摩半島海岸的年平均氣温約16°C、年降水量達2000〜2500毫米。尤其尾鷲到大台原山一帶多雨，尾鷲市平均年降水量錄得4,000毫米。

### 氣象分佈
- 北中部
  - 北部：四日市市、桑名市、鈴鹿市、龜山市、員弁市、川越町、朝日町、菰野町、木曾岬町、東員町
  - 伊賀：伊賀市、名張市
  - 中部：津市、松阪市、多氣町、明和町
- 南部
  - 伊勢志摩：伊勢市、鳥羽市、志摩市、玉城町、度會町、南伊勢町
  - 紀勢東紀州：尾鷲市、熊野市、大台町、大紀町、紀北町、御濱町、紀寶町

| 三重縣内各地平年値                                                           | 三重縣内各地平年値 | 三重縣内各地平年値 | 三重縣内各地平年値 | 三重縣内各地平年値 | 三重縣内各地平年値 | 三重縣内各地平年値 | 三重縣内各地平年値 | 三重縣内各地平年値 | 三重縣内各地平年値 | 三重縣内各地平年値 | 三重縣内各地平年値 | 三重縣内各地平年値 | 三重縣内各地平年値 | 三重縣内各地平年値 | 三重縣内各地平年値 | 三重縣内各地平年値 | 三重縣内各地平年値 |
| ---------------------------------------------------------------------------- | ------------------ | ------------------ | ------------------ | ------------------ | ------------------ | ------------------ | ------------------ | ------------------ | ------------------ | ------------------ | ------------------ | ------------------ | ------------------ | ------------------ | ------------------ | ------------------ | ------------------ |
| 統計期間：1979年 - 2000年（出處：気象庁・気象統計情報 （页面存档备份，存于） |                    |                    |                    |                    |                    |                    |                    |                    |                    |                    |                    |                    |                    |                    |                    |                    |                    |
| 平年値 （月單位）                                                            | 平年値 （月單位）  | 北部               | 北部               | 北部               | 北部               | 伊賀               | 伊賀               | 中部               | 中部               | 伊勢志摩           | 伊勢志摩           | 伊勢志摩           | 伊勢志摩           | 紀勢東紀州         | 紀勢東紀州         | 紀勢東紀州         | 紀勢東紀州         |
| 平年値 （月單位）                                                            | 平年値 （月單位）  | 員弁市 北勢        | 桑名               | 四日市             | 龜山               | 伊賀市 上野        | 名張               | 津                 | 松阪市 粥見        | 伊勢市 小俁        | 鳥羽               | 志摩市 阿兒        | 南伊勢             | 大台町 宮川        | 紀北町 紀伊長島    | 尾鷲               | 御濱               |
| 平均 氣温 （°C）                                                             | 最暖月             |                    | 27.3 （8月）       | 26.2 （8月）       | 26.1 （8月）       | 25.8 （8月）       |                    | 27.1 （8月）       | 25.4 （8月）       | 26.6 （8月）       | 26.7 （8月）       |                    | 26.2 （8月）       |                    | 26.0 （8月）       | 26.1 （8月）       |                    |
| 平均 氣温 （°C）                                                             | 最寒月             |                    | 4.5 （1月）        | 4.0 （1月）        | 4.0 （1月）        | 3.0 （1月）        |                    | 5.1 （1、2月）     | 3.8 （1月）        | 4.5 （1月）        | 5.4 （1、2月）     |                    | 5.7 （1月）        |                    | 6.0 （1月）        | 6.2 （1月）        |                    |
| 降水量 （mm）                                                                | 最多月             | 308.5 （9月）      | 240.0 （9月）      | 266.7 （6月）      | 289.0 （6月）      | 213.6 （6月）      | 201.0 （6月）      | 286.6 （9月）      | 387.5 （9月）      | 329.1 （9月）      | 406.5 （9月）      | 328.7 （9月）      | 395.4 （9月）      | 625.0 （9月）      | 462.3 （9月）      | 717.6 （9月）      | 575.0 （9月）      |
| 降水量 （mm）                                                                | 最少月             | 55.1 （12月）      | 34.5 （12月）      | 37.6 （12月）      | 37.9 （12月）      | 37.0 （12月）      | 36.8 （12月）      | 34.4 （12月）      | 35.8 （12月）      | 39.0 （12月）      | 47.9 （12月）      | 40.4 （12月）      | 45.0 （12月）      | 59.7 （12月）      | 52.6 （12月）      | 91.6 （12月）      | 77.3 （12月）      |
| 降水 日數 （日）                                                             | 最多月             | 14.4 （7月）       | 13.3 （6月）       | 12.8 （6月）       | 13.5 （6月）       | 12.6 （6月）       | 12.7 （6月）       | 12.2 （6月）       | 14.2 （6月）       | 12.9 （6月）       | 12.9 （6月）       | 13.1 （6月）       | 13.9 （6月）       | 14.5 （6月）       | 14.4 （6月）       | 14.8 （6月）       | 14.9 （6月）       |
| 降水 日數 （日）                                                             | 最少月             | 8.7 （11月）       | 6.3 （12月）       | 5.1 （12月）       | 6.9 （12月）       | 5.6 （12月）       | 7.0 （12月）       | 4.5 （12月）       | 5.9 （12月）       | 5.0 （12月）       | 5.5 （12月）       | 5.4 （12月）       | 5.1 （12月）       | 6.7 （12月）       | 4.8 （12月）       | 5.2 （12月）       | 6.0 （12月）       |

### 地域劃分

三重縣内自治體位置圖

三重縣廳將縣內範圍劃分為北勢、伊賀、中勢、南勢、東紀州5大地域。自治體包括14市7郡15町（共29個市町）。2006年1月10日，縣廳把紀寶町及鵜殿村合併後，縣内再沒任何村落。

#### 北勢
是舊伊勢國北部地域、國道1號沿線之一，以作為鈴鹿川流域、大型綠茶出產地聞名。

##### 四日市以北
江戶時代開始已為東海道（現國道1號）沿線一部份。因當時禁止在東海道築橋，經常受洪水侵襲，所以越過木曾三川往尾張國的人不多；於明治時代允許築橋之後，又常常受到名古屋天氣影響。
- 員弁市
- 桑名市
- 四日市市
- 桑名郡：木曾岬町
- 員弁郡：東員町
- 三重郡：菰野町、朝日町、川越町

##### 鈴鹿龜山地域
鈴鹿市及龜山市（合稱「鈴龜地區」）是三重縣的工業重鎮，孕育了本田技研工業、夏普和古河電気工業等大型品牌，而名阪國道、新名神高速道路物流活動也相當頻繁。由古代開始當地已是重要據點，除了興建椿大神社，亦設置伊勢國府。
- 鈴鹿市
- 龜山市

#### 伊賀
位於上野盆地（舊伊賀國）一帶，是名阪國道、國道163號兼國道165號沿線之一。伊賀是木津川流域、比布引山地及加太峠更處西邊的地域，故此與京阪神有很強聯繫。至於北部經過名阪國道，位處大阪和名古屋正中間，因只需一個半小時就能到達兩地，故1980年代之後有許多工場沿著名阪國道林立。而南部通過近鐵大阪線，沿線的名張市自1970年代起成為了大阪睡城。初時人口不斷增加，惟後來受到都心回歸現象影響，近年人口轉趨減少。
- 伊賀市
- 名張市

#### 中勢

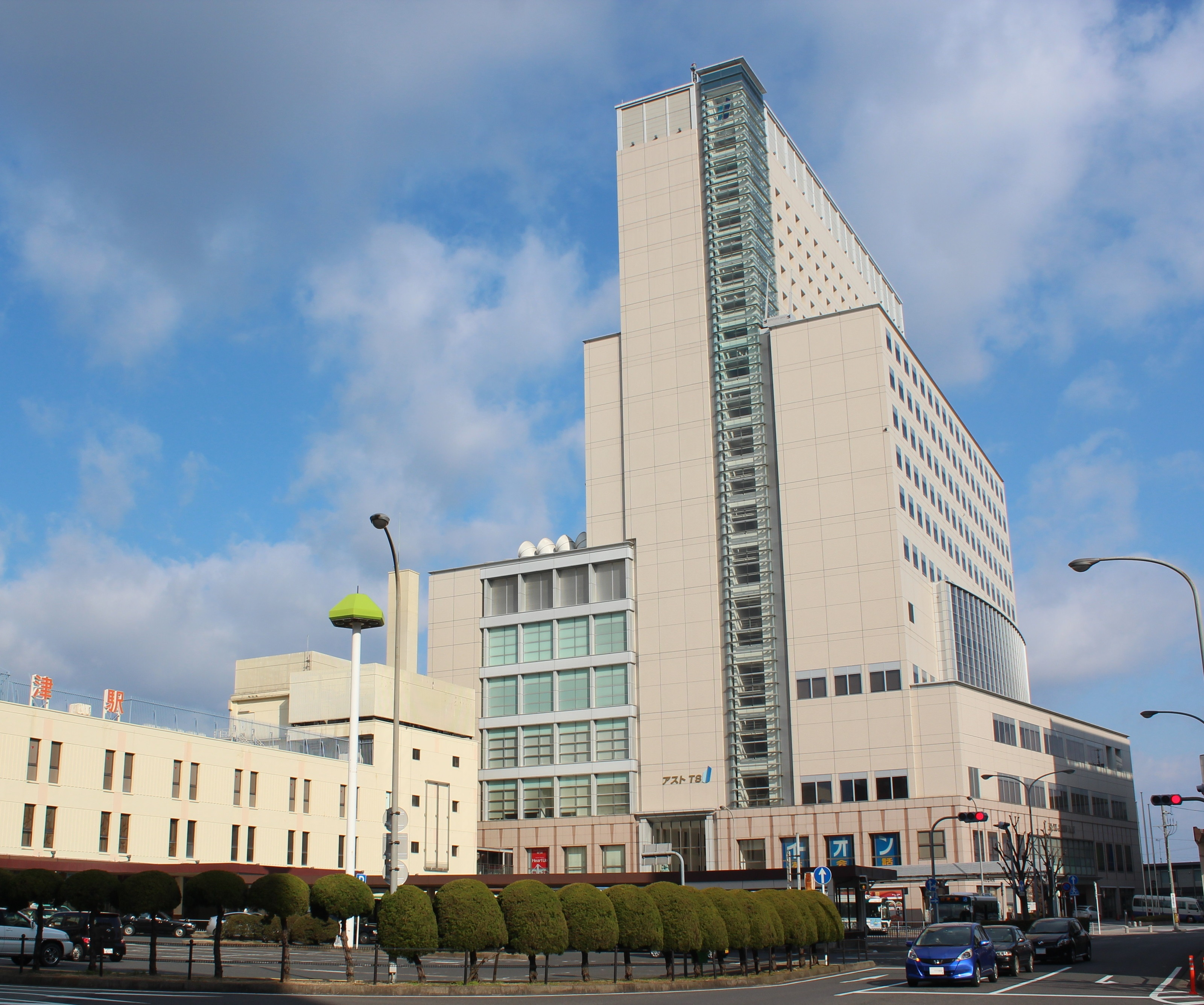
津車站及UST-TSU

為伊勢國中部地域、國道23號沿線之一。津市設有縣廳和很多工商企業聚集，鐵道本來涵蓋市內中心部份。但隨著汽車普及化，大型購物中心進駐郊外，鐵路公司又撤離中心地帶，所以當地的商店街比較凋零。自從94米高的大型購物中心「UST-TSU」落成後，當地慢慢回復熱鬧；津市及松阪市分別設置了高速船乘搭處，可通往中部國際機場。
- 津市（縣廳所在地）
- 松阪市（松阪市及多氣郡有時會納入南勢地域之內）
- 多氣郡：多氣町、明和町、大台町

#### 南勢
為舊伊勢國南部地域及舊志摩國的總稱，雖與志摩合稱「南勢志摩」，但多數被觀光指南介紹為「伊勢志摩」。而大部分地域都列入伊勢志摩國立公園範圍內，亦是國道23號沿線之一；擁有伊勢神宮、二見浦等著名觀光景點，並以養殖真珠為人所熟悉。
- 伊勢市
- 鳥羽市
- 志摩市
- 度會郡：玉城町、度会町、大紀町、南伊勢町

#### 東紀州
紀伊國牟婁郡（最初的熊野國）起初歸入度會縣，後來成為三重縣地域之一，多以東紀州、熊野、牟婁作常用稱呼；是國道42號沿線範圍之一。熊野古道伊勢路南部與屋久島並列，是日本有名的多雨地帶，包括二市三町：
- 尾鷲市
- 熊野市
- 北牟婁郡：紀北町
- 南牟婁郡：御濱町、紀寶町

### 已合併的市町村
- 此章節記述了平成大合併後三重縣市町村變更的狀況。自2006年（平成18年）1月10日，宮川村及鵜殿村各與大台町、紀寶町合併以來，三重縣内再沒有任何村落。雖然官方有意將多氣町、玉城町、明和町、勢和村四個町村合併，但仍停留在把聯繫較強的多氣町和勢和村合併的階段。

| 新行政名 | 舊行政名                                                                       | 合併日期                   |
| -------- | ------------------------------------------------------------------------------ | -------------------------- |
| 員弁市   | 員弁町、北勢町、大安町、藤原町                                                 | 2003年（平成15年）12月1日  |
| 志摩市   | 阿兒町、濱島町、磯部町、大王町、志摩町 (三重縣)                                | 2004年（平成16年）10月1日  |
| 伊賀市   | 上野市、阿山町、伊賀町、青山町、大山田村、島原村                               | 2004年（平成16年）11月1日  |
| 桑名市   | 桑名市、多度町、長島町                                                         | 2004年（平成16年）12月6日  |
| 松阪市   | 松阪市、嬉野町、三雲町、飯南町、飯高町                                         | 2005年（平成17年）1月1日   |
| 龜山市   | 龜山市、關町                                                                   | 2005年（平成17年）1月11日  |
| 四日市市 | 四日市市、楠町                                                                 | 2005年（平成17年）2月7日   |
| 大紀町   | 大宮町、紀勢町、大内山村                                                       | 2005年（平成17年）2月14日  |
| 南伊勢町 | 南勢町、南島町                                                                 | 2005年（平成17年）10月1日  |
| 紀北町   | 海山町、紀伊長島町                                                             | 2005年（平成17年）10月11日 |
| 伊勢市   | 伊勢市、小俣町、二見町、御薗村                                                 | 2005年（平成17年）11月1日  |
| 熊野市   | 熊野市、紀和町                                                                 | 2005年（平成17年）11月1日  |
| 津市     | 津市、久居市、藝濃町、安濃町、河藝町、香良洲町、一志町、白山町、美里村、美杉村 | 2006年（平成18年）1月1日   |
| 多氣町   | 多氣町、勢和村                                                                 | 2006年（平成18年）1月1日   |
| 大台町   | 大台町、宮川村                                                                 | 2006年（平成18年）1月10日  |
| 紀寶町   | 紀寶町、鵜殿村                                                                 | 2006年（平成18年）1月10日  |

## 人口
| 三重縣市町村人口增減率分布圖（以2005年度與2010年度國勢調查計算） |
| ---------------------------------------------------------------- |
|                                                                  |

| 增加 10.0 % 以上 7.5 - 9.99 % 5.0 - 7.49 % 2.5 - 4.99 % 0.0 - 2.49 % | 減少 0.0 - 2.5 % 2.5 - 5.0 % 5.0 - 7.5 % 7.5 - 10.0 % 10.0 % 以上 |

### 都市

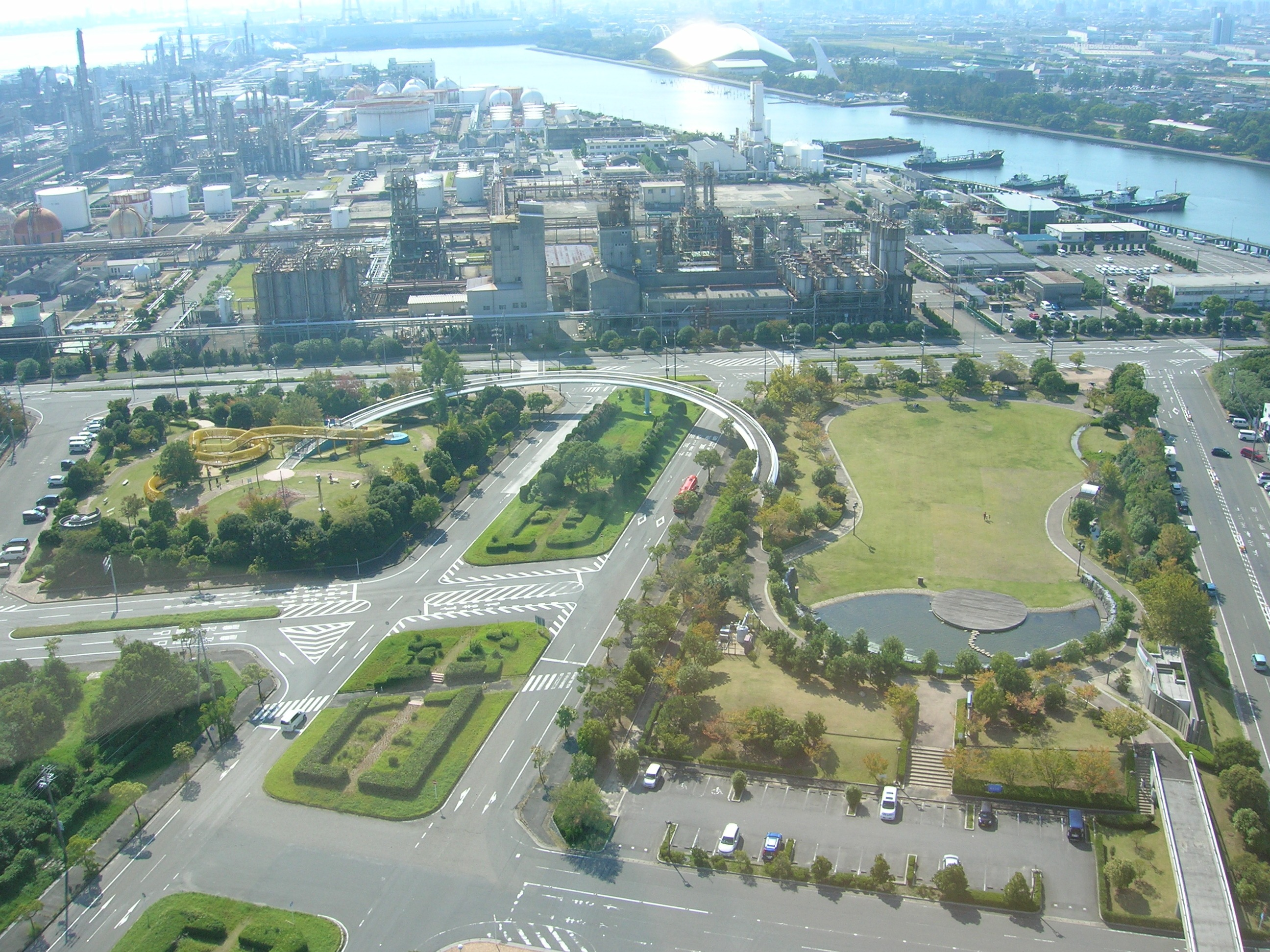
四日市市（施行時特例市）
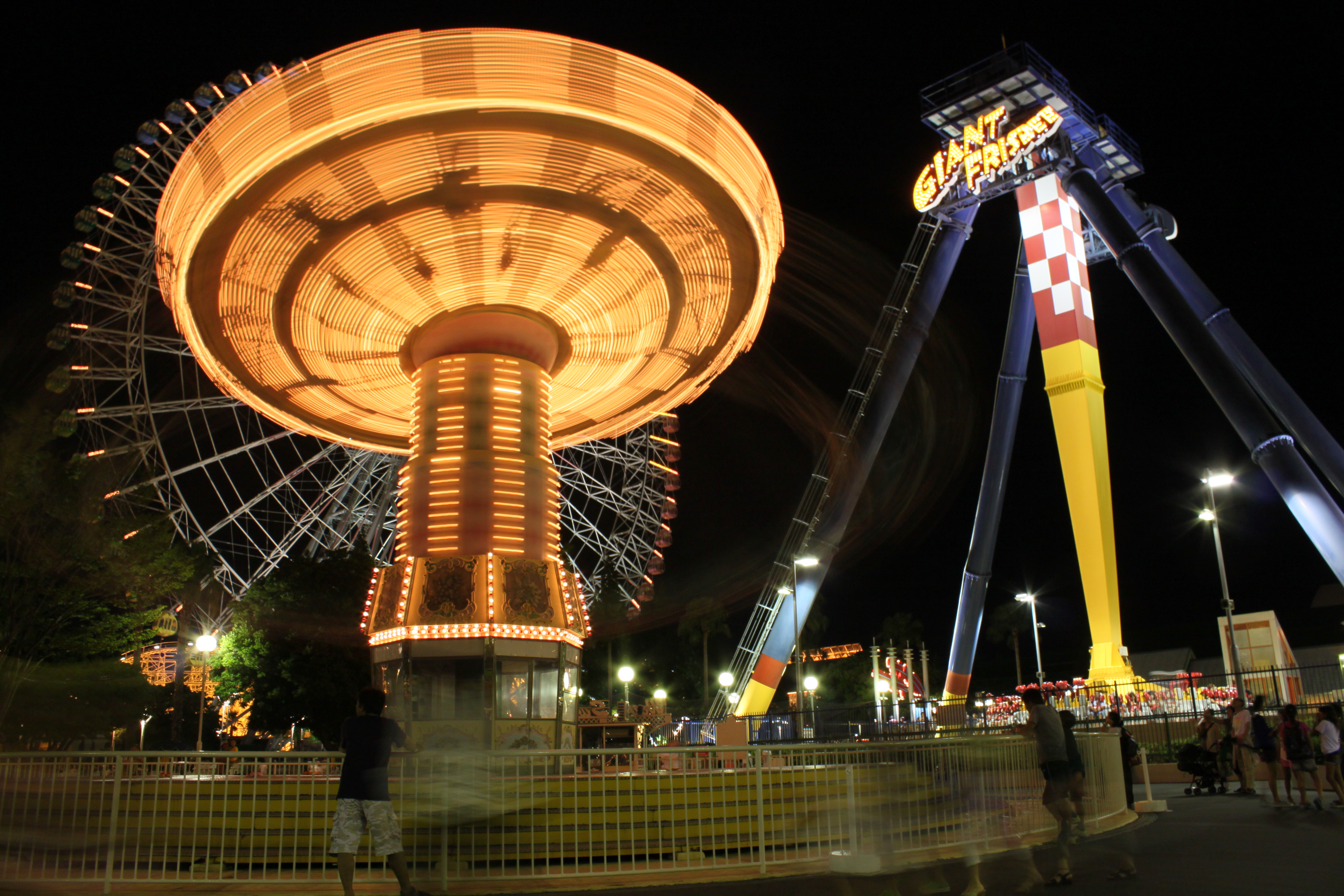
桑名市
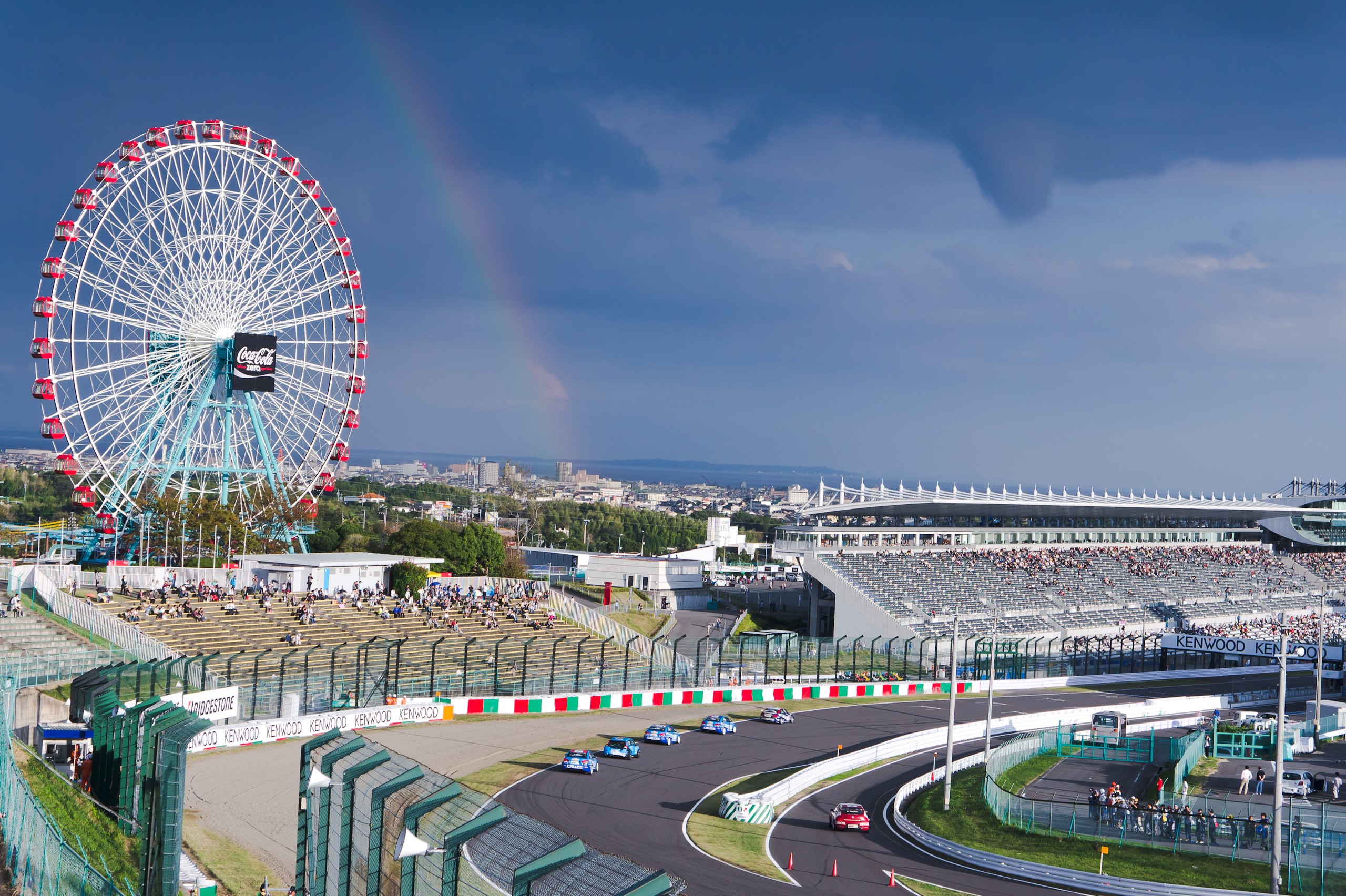
鈴鹿市
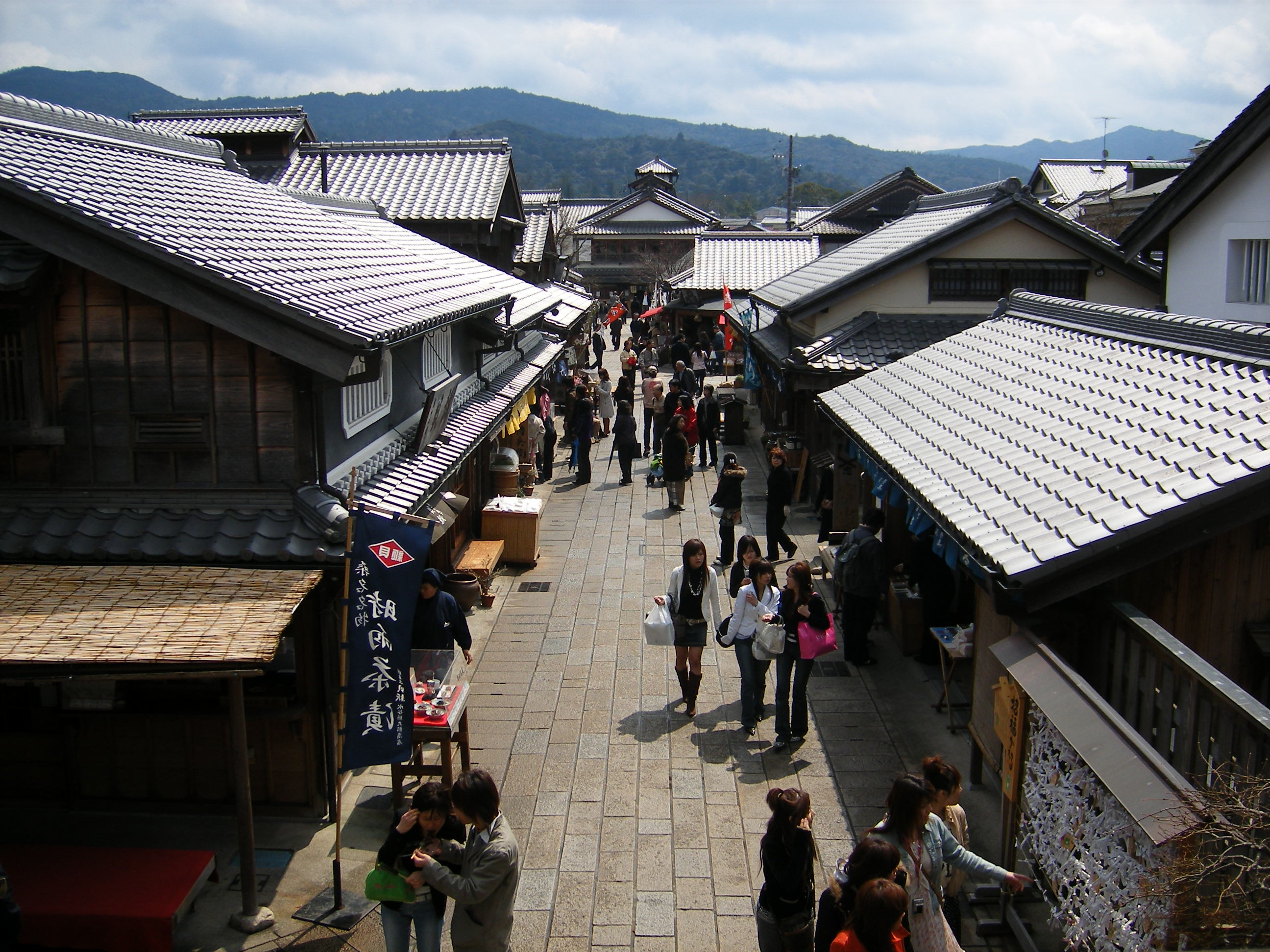
伊勢市
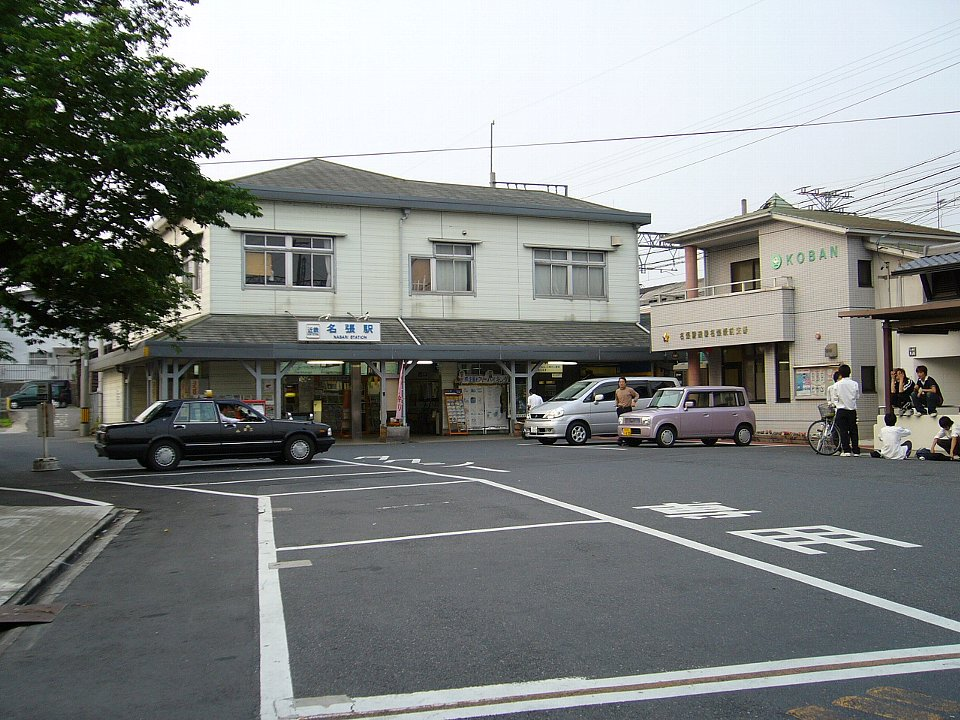
名張市

三重縣內市別人口排名
| 1                  | 四日市市 | 北勢 | 310,283人 | 6  | 伊勢市 | 南勢 | 123,499人 |
| 2                  | 津市     | 中勢 | 274,741人 | 7  | 伊賀市 | 伊賀 | 88,895人  |
| 3                  | 鈴鹿市   | 北勢 | 197,871人 | 8  | 名張市 | 伊賀 | 77,022人  |
| 4                  | 松阪市   | 中勢 | 157,200人 | 9  | 龜山市 | 北勢 | 49,425人  |
| 5                  | 桑名市   | 北勢 | 141,045人 | 10 | 志摩市 | 南勢 | 47,676人  |
| 2021年 8～９月現在 |          |      |           |    |        |      |           |

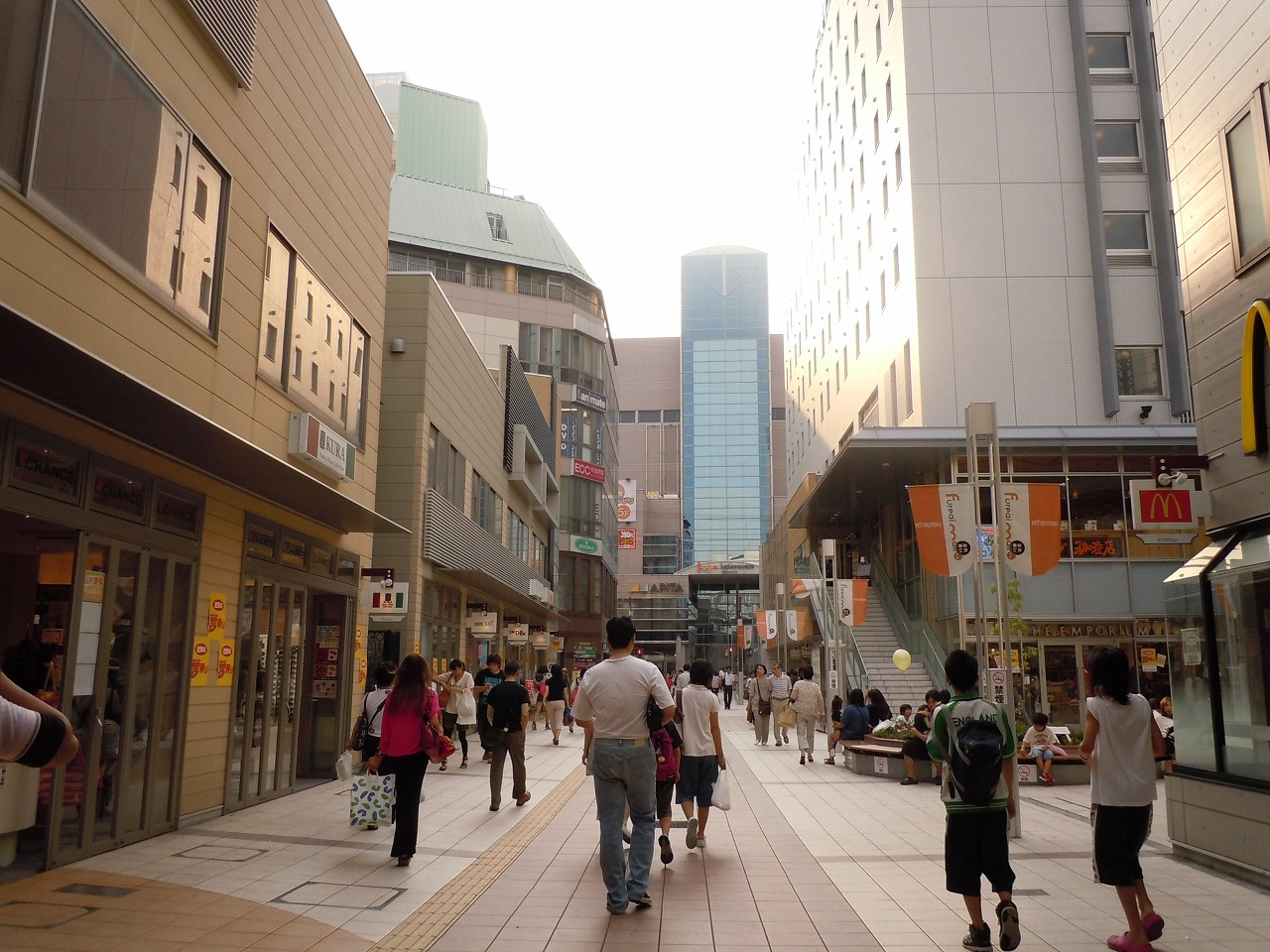
1. 四日市市（特例市）
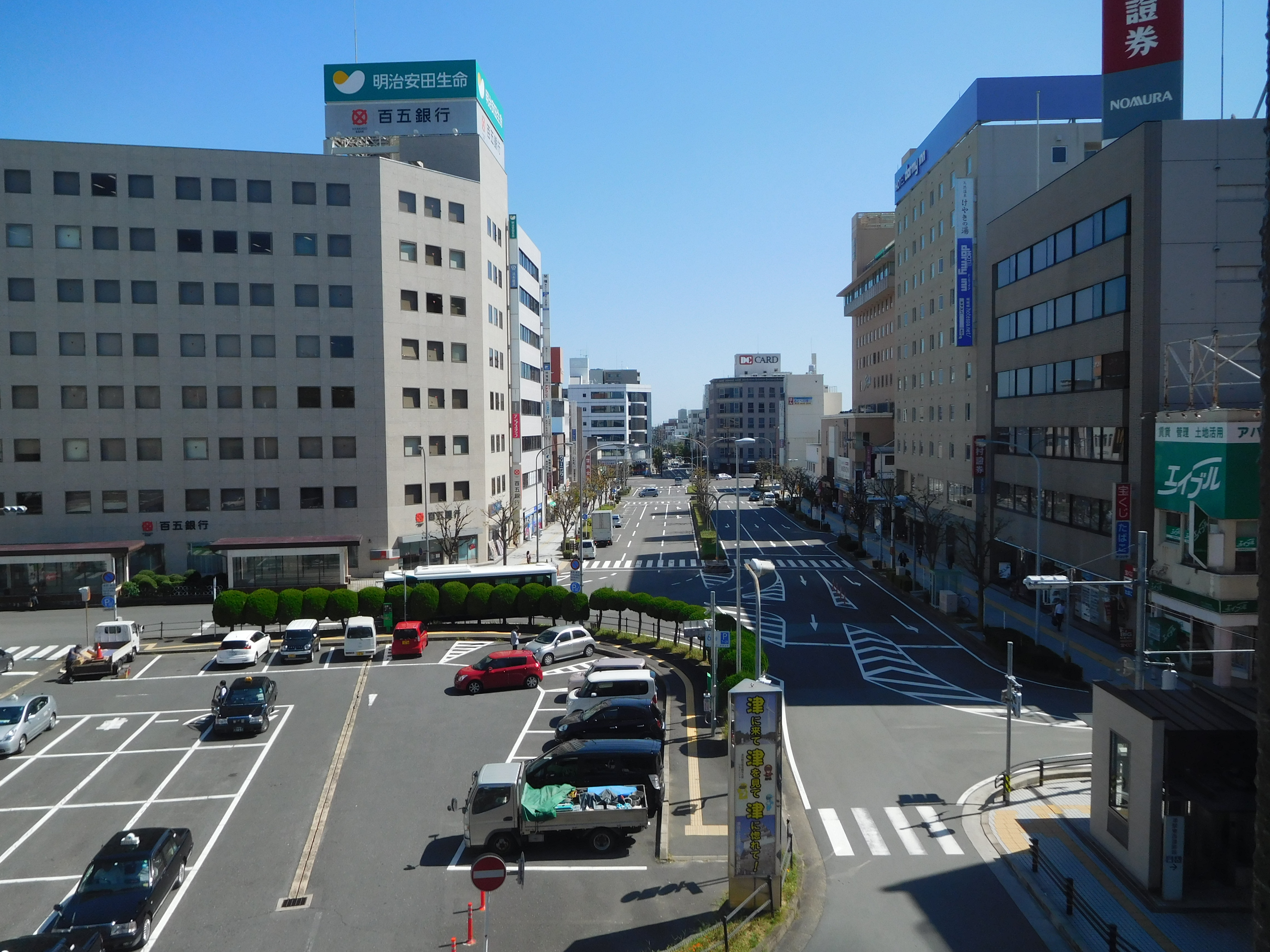
2. 津市
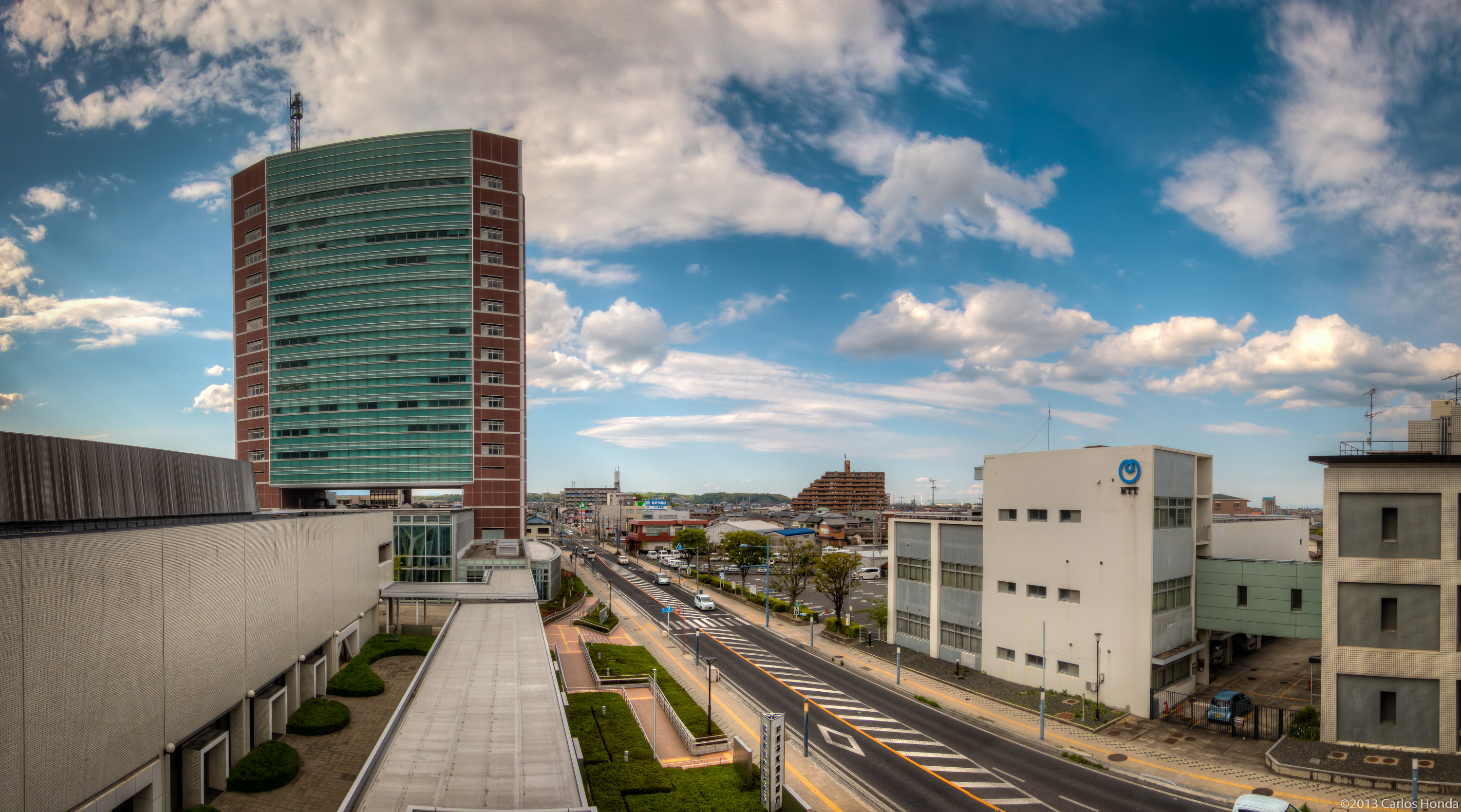
3. 鈴鹿市
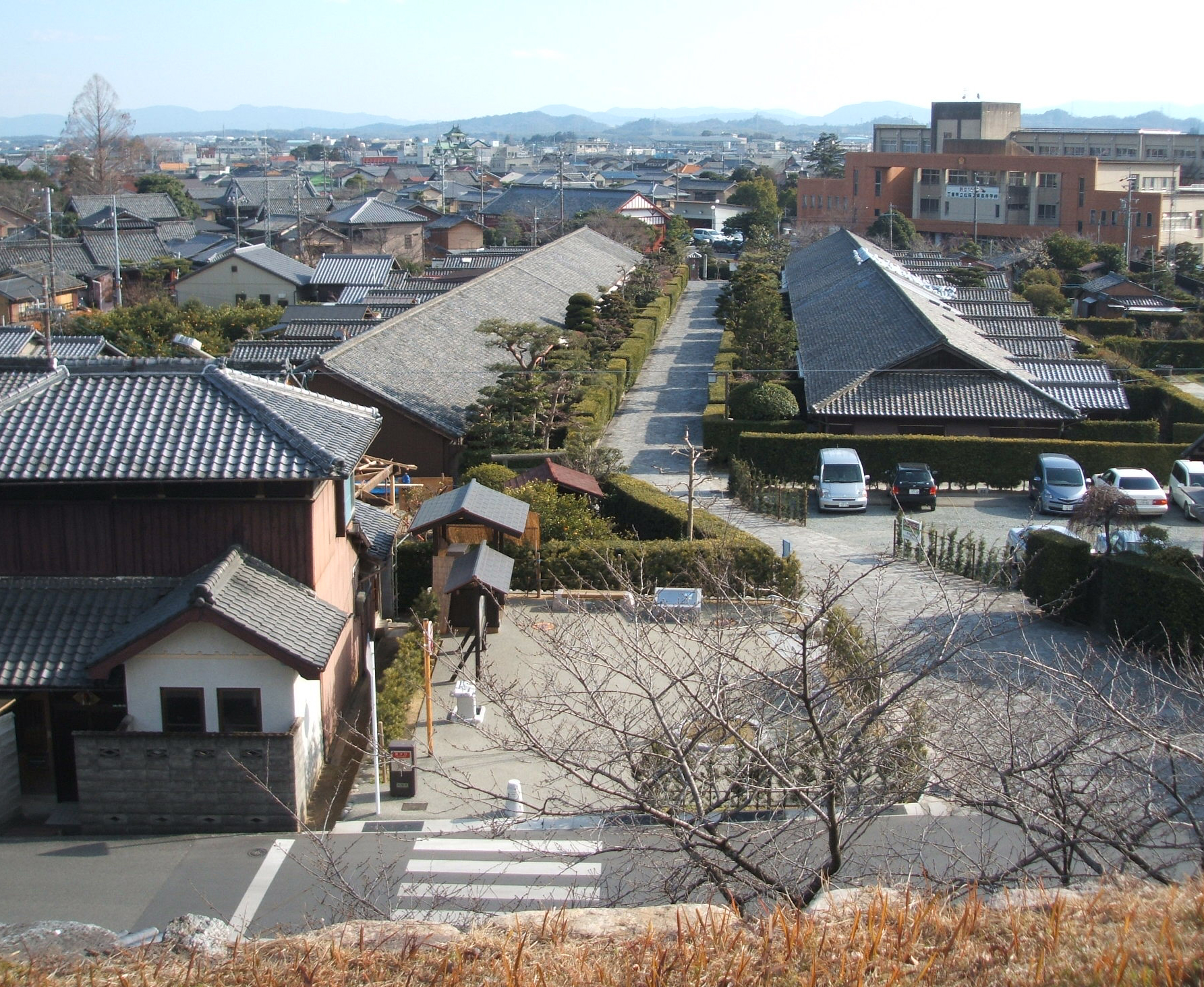
4. 松阪市
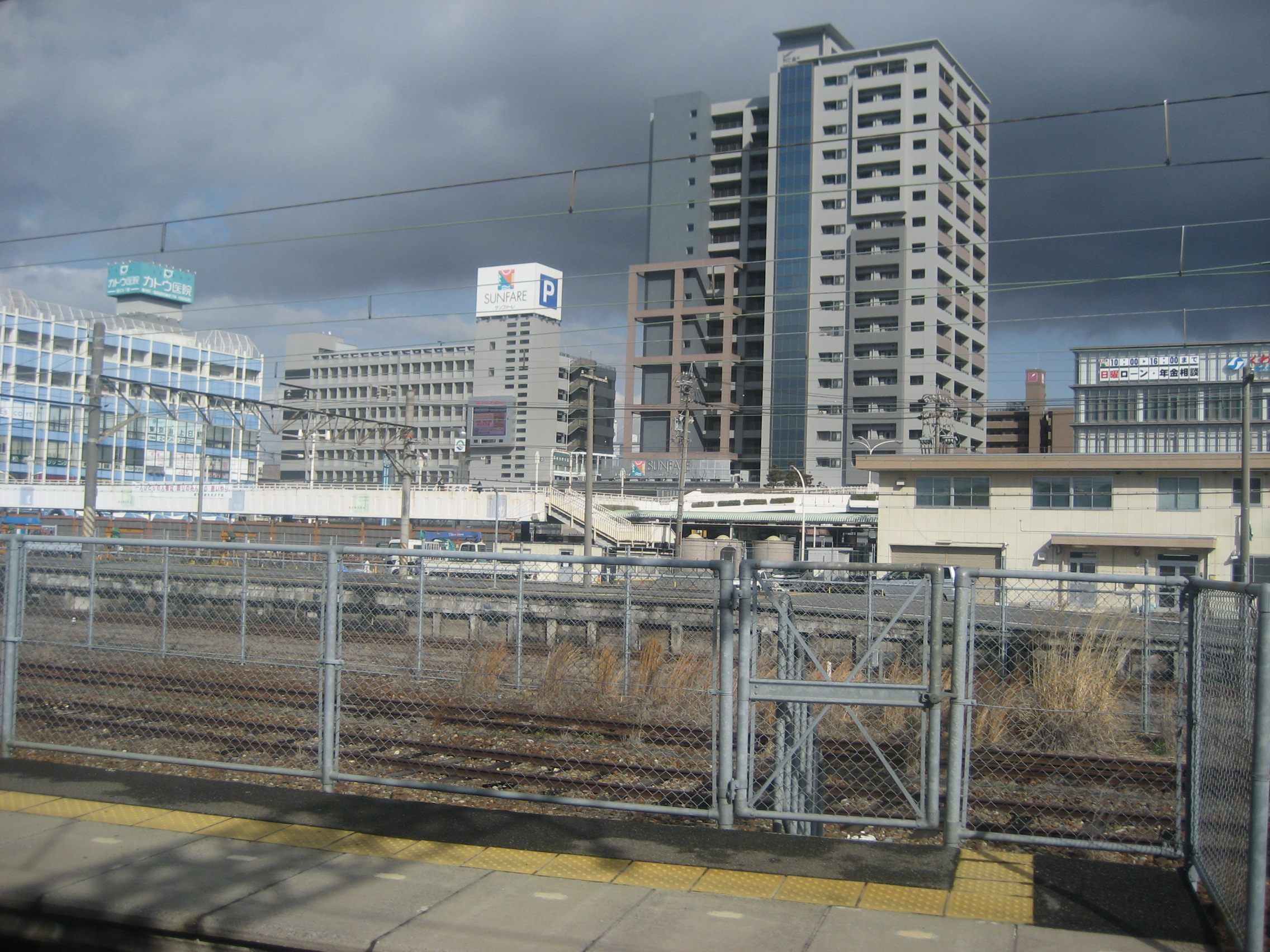
5. 桑名市
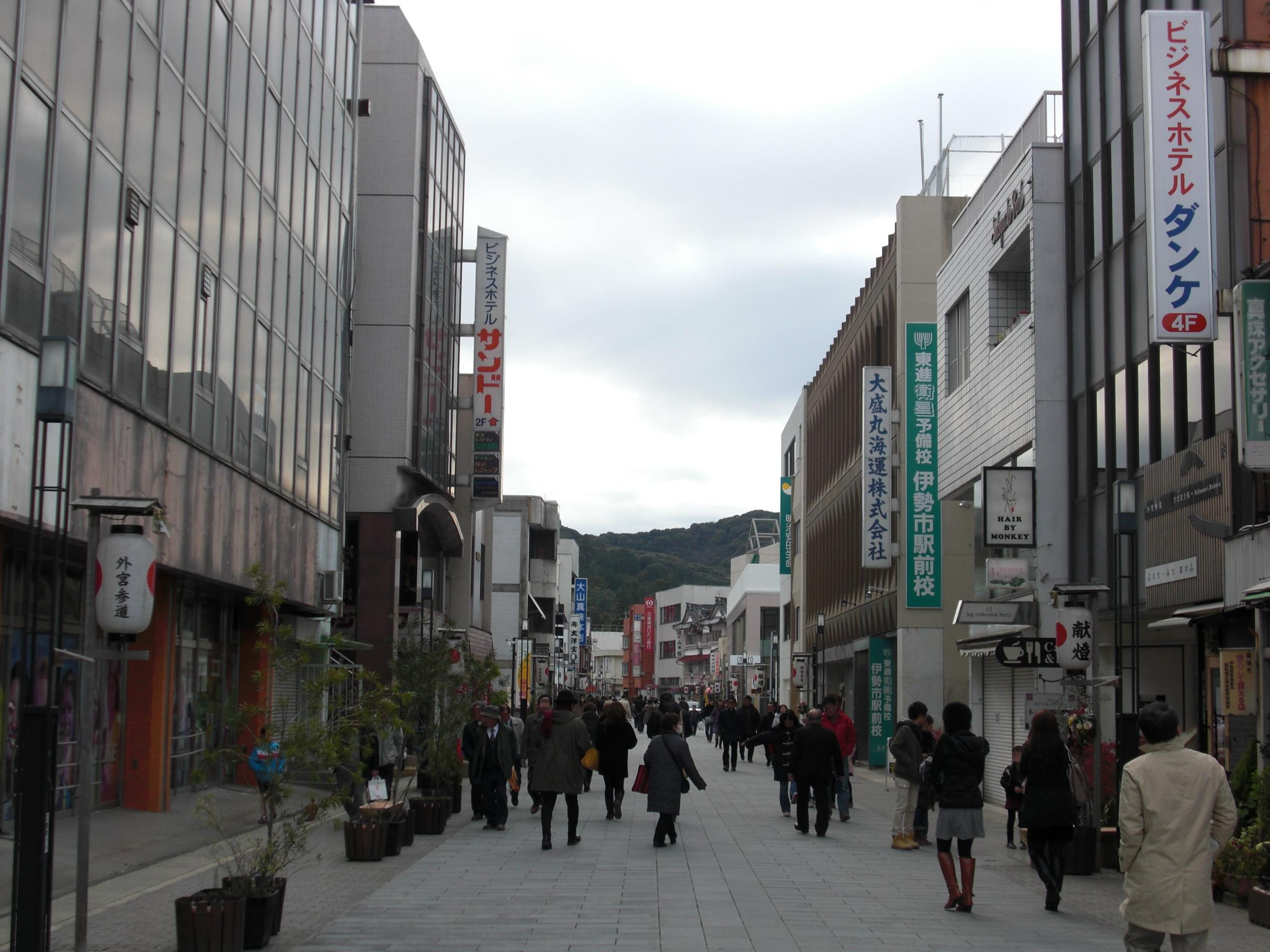
6. 伊勢市
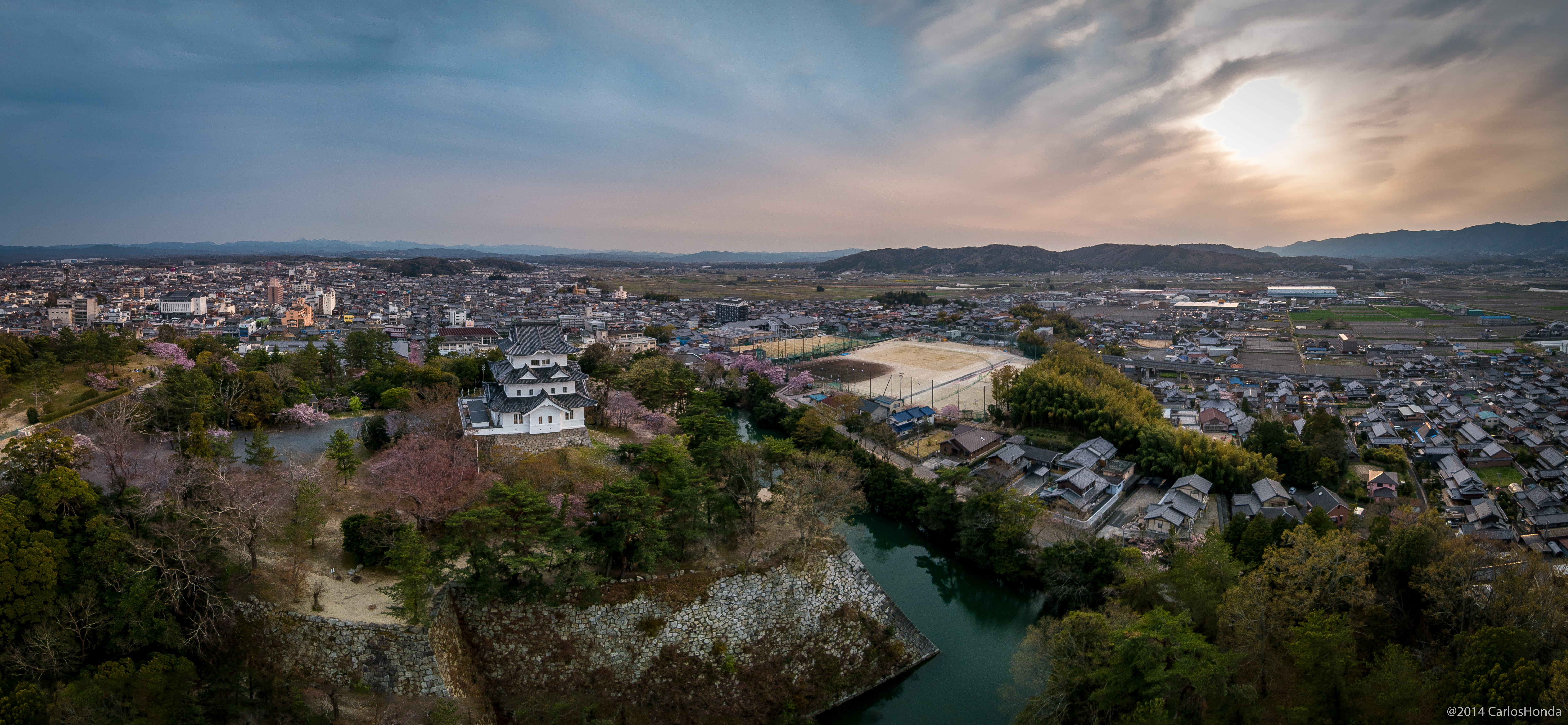
7. 伊賀市
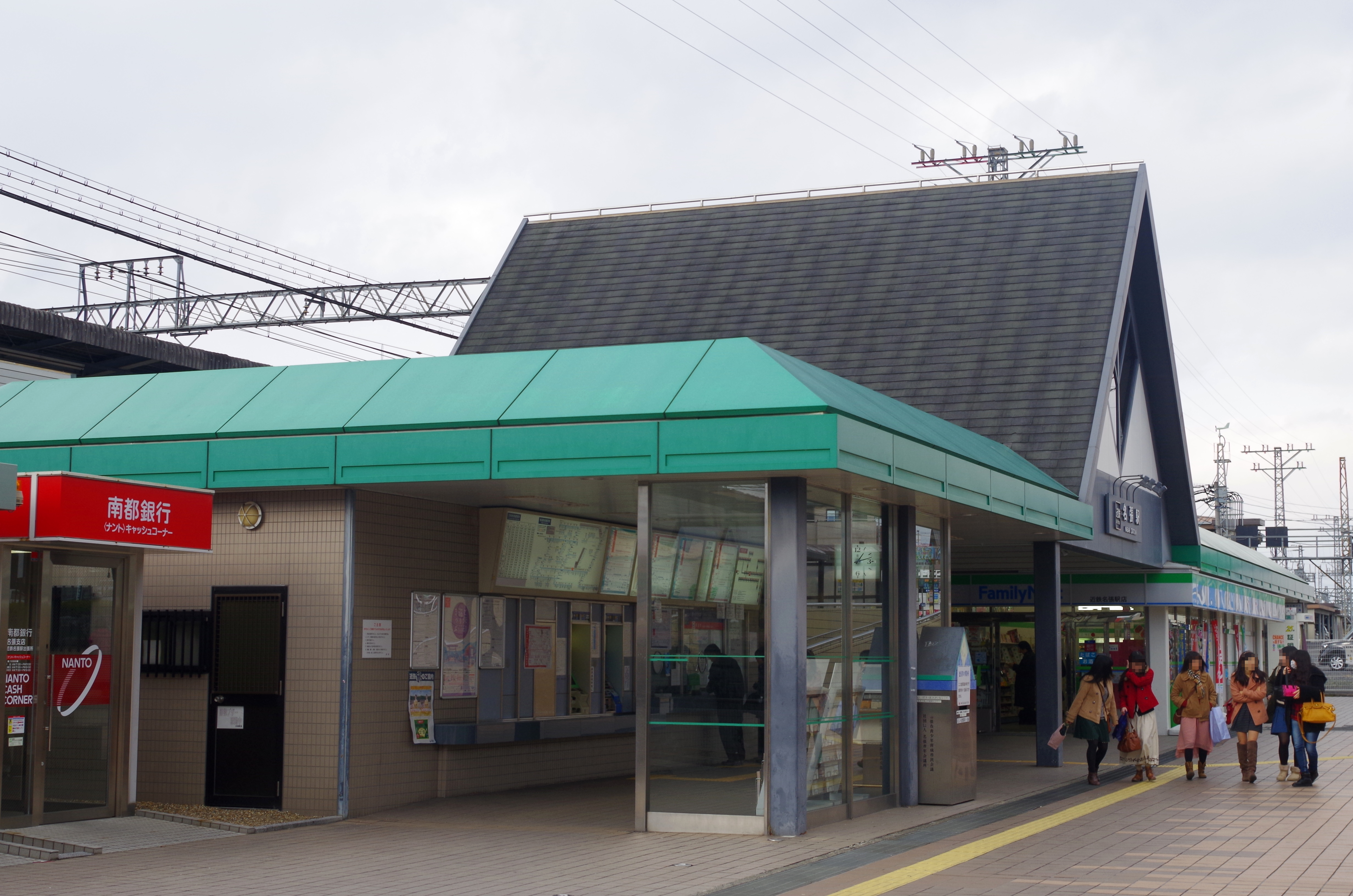
8. 名張市
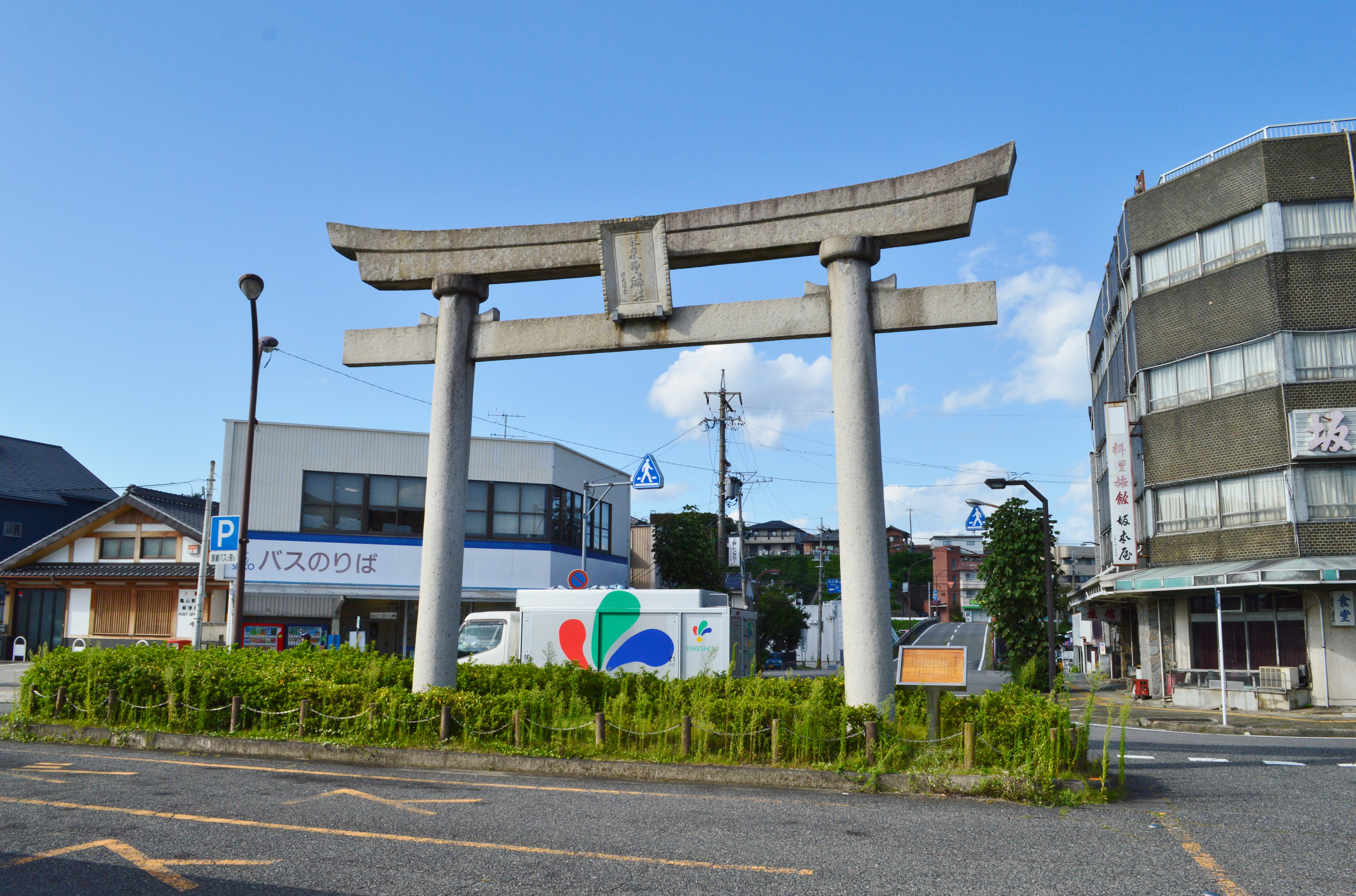
9. 龜山市
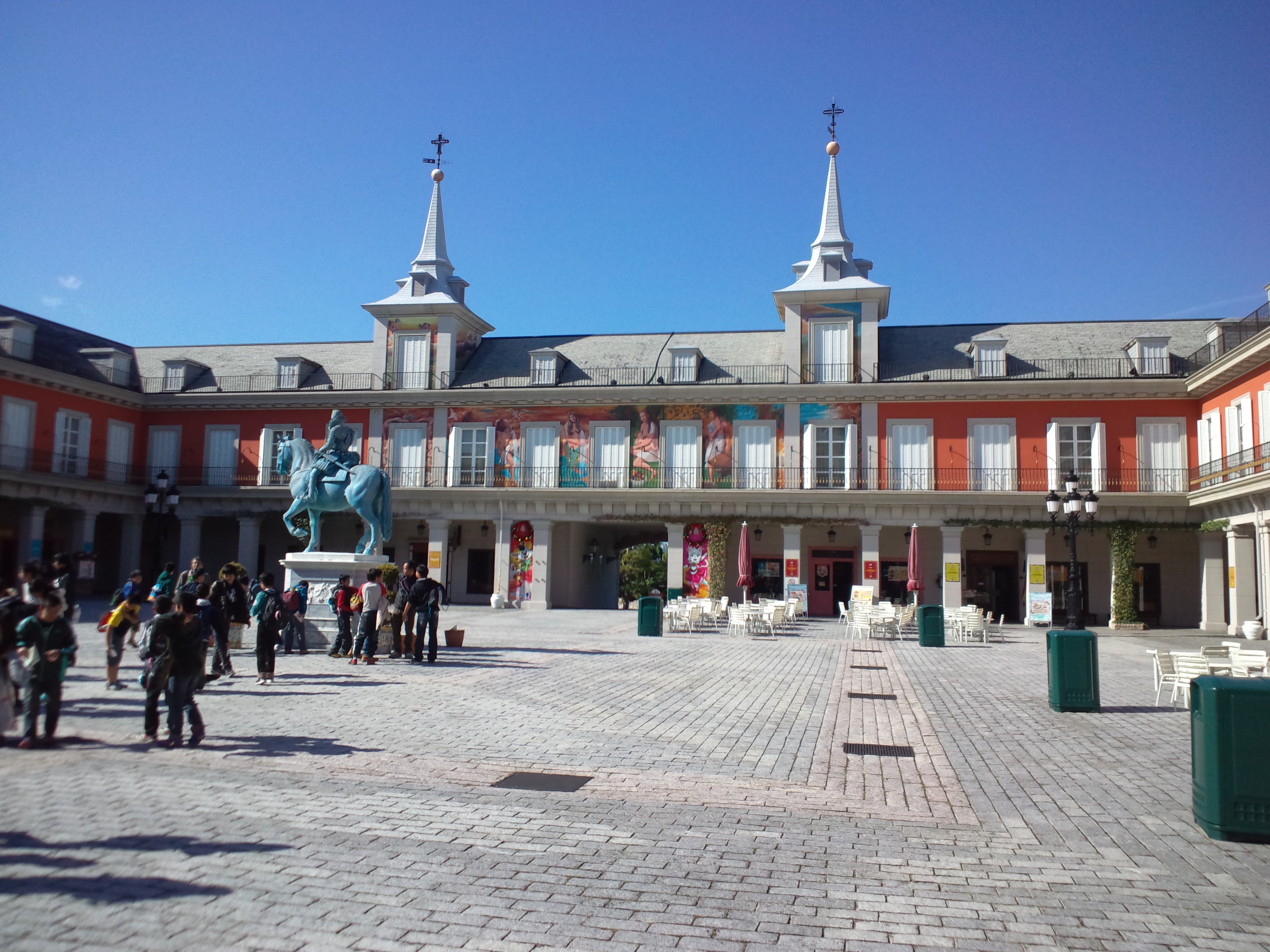
10. 志摩市

三重縣內市別人口密度排名（截至2016年（平成28年））
1. 四日市市（1,510人 / 平方公里）
2. 桑名市（1,030人 / 平方公里）
3. 鈴鹿市（1,010人 / 平方公里）
4. 伊勢市（610人 / 平方公里）
5. 名張市（604人 / 平方公里）

- 四日市市（施行時特例市）
- 桑名市
- 鈴鹿市
- 伊勢市
- 名張市

## 政治

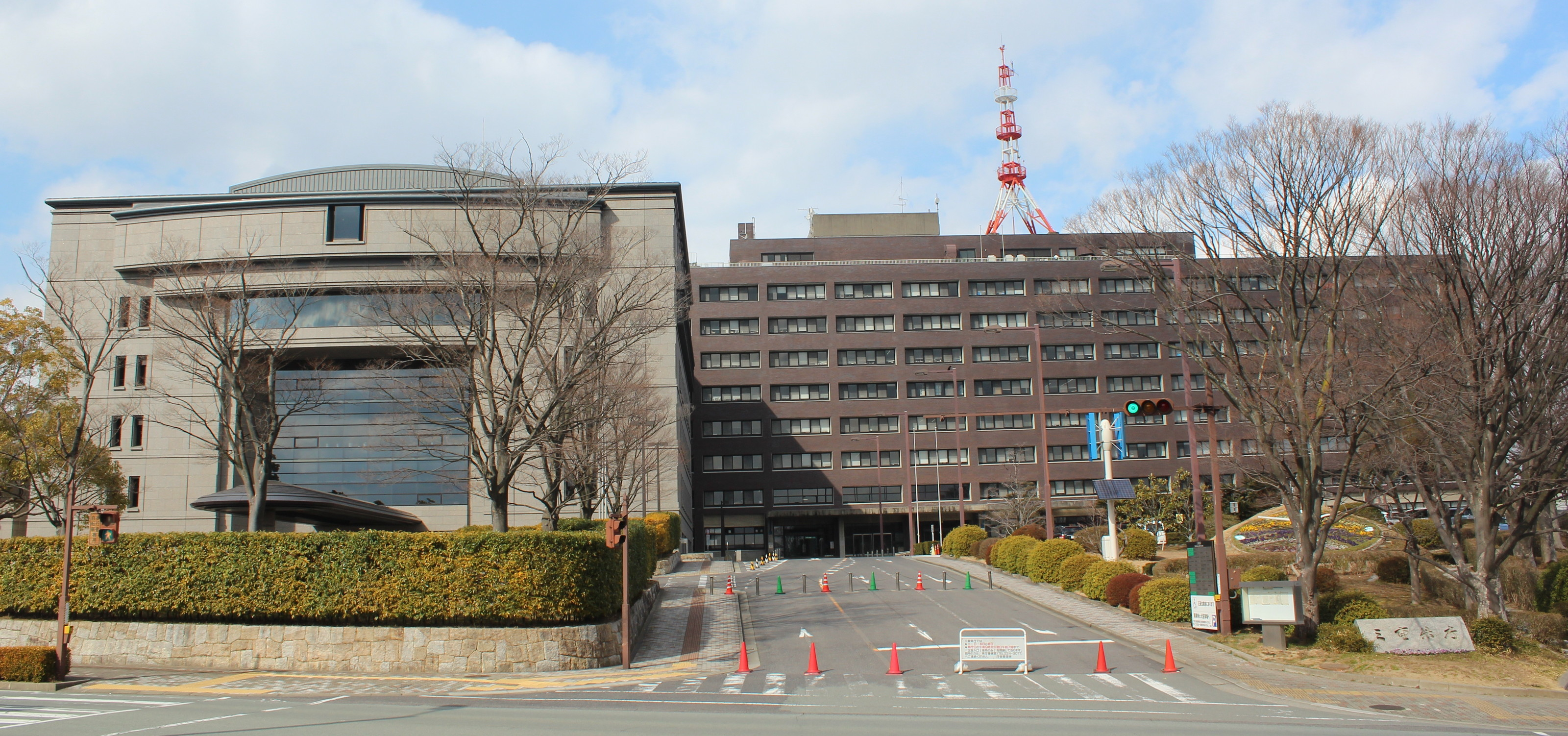
三重縣議會議事堂（左）及三重縣廳舎

### 行政區劃
三重縣共有14個城市（津市、四日市市、伊势市、松阪市、桑名市、铃鹿市、名张市、尾鹫市、龟山市、鸟羽市、熊野市、员弁市、志摩市、伊贺市）、15個鎮（木曾岬町、东员町、菰野町、朝日町、川越町、多气町、明和町、大宫町、玉城町、度会町、大纪町、南伊势町、纪北町、御濱町、纪宝町）。

### 財政
| 年度     | 年收入金額（單位：百萬日圓） 合計數字（一般會計、特別會計） | 財政力指數 | 經常收支比率 | 實質公司債券比率 | 將來負擔比率 | 拉氏指數 | 起債限制比率 |
| -------- | ----------------------------------------------------------- | ---------- | ------------ | ---------------- | ------------ | -------- | ------------ |
| 平成16年 | 932,813                                                     | 0.43425    | 86.1         | 未公開           | 未公開       | 99.5     | 9.8          |
| 平成17年 | 923,189                                                     | 0.44358    | 88.6         | 13.0             | 未公開       | 99.4     | 11.1         |
| 平成18年 | 925,960                                                     | 0.47663    | 91.9         | 14.4             | 未公開       | 99.3     | 12.1         |
| 平成19年 | 878,060                                                     | 0.51345    | 98.4         | 16.1             | 未公開       | 99.3     | 13.5         |
| 平成20年 | 882,135                                                     | 0.54638    | 99.1         | 17.6             | 249.8        | 99.4     | 未公開       |
| 平成21年 | 1,005,740                                                   | 0.54865    | 98.9         | 19.1             | 251.8        | 95.7     | 未公開       |
| 平成22年 | 918,712                                                     | 0.52140    | 93.6         | 19.6             | 227.8        | 92.8     | 未公開       |
| 平成23年 | 859,050                                                     | 0.49305    | 93.6         | 19.7             | 218.5        | 94.5     | 未公開       |
| 平成24年 | 870,096                                                     | 0.48486    | 93.7         | 18.4             | 209.8        | 95.0     | 未公開       |
| 平成25年 | 922,491                                                     | 0.55413    | 96.1         | 14.6             | 194.8        | 98.3     | 未公開       |
| 平成26年 | 903,389                                                     | 0.56076    | 95.8         | 14.7             | 189.3        | 101.8    | 未公開       |
| 平成27年 | 962,275                                                     | 0.57544    | 97.9         | 14.4             | 184.7        | 100.9    | 未公開       |

此列表只顯示三重縣部分由官方公開的年度財政數字。而當中財政力指數群組分類與組內排名，以及其他指標均參照總務省提供的地方財政状況調查關係資料；年收入金額資料則引自三重縣政府官網。列表上有關平成24、25年的數值，是假定「國家公務員之薪津修訂及關於臨時特例的法律（国家公務員の給与の改定及び臨時特例に関する法律）」（平成24年法律第2號）修正法案通過後，並未實行相應措施下而採用。

## 經濟
三重县耕地面积为76300公顷，居全日本第23位。农业以种植水稻为主。纪州地区是日本著名的桔子产地。北势地区的富有柿子，次郎柿子是名产。此外，还生产梨、葡萄等水果。花木栽培有菊花、玫瑰、海棠、杜鹃等，栽培面积为全日本第4位，产值为第3位。茶叶产量仅次于静冈县和鹿儿岛县。三重县的森林面积为38万公顷，占全县总面积的66%，占全日本森林总面积的1.5%。主要树种有杉树、松柏，也盛产竹子、蘑菇。三重县牧业较发达，松阪牛享有盛名。远洋、沿岸渔业较发达，水产主要有金枪鱼、鲤鱼、大虾、螃蟹，养殖珍珠产量居全日本首位。

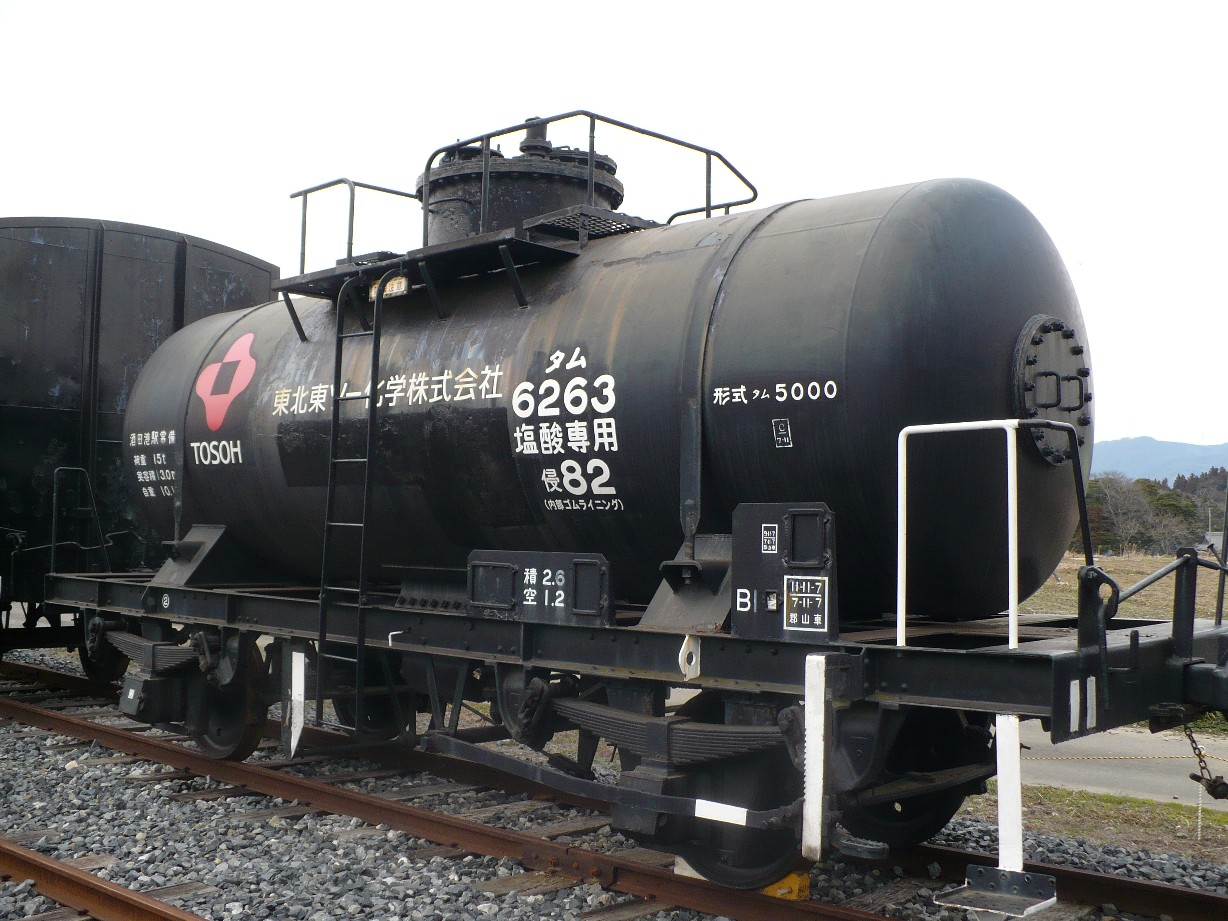
員辨市鐵道博物館
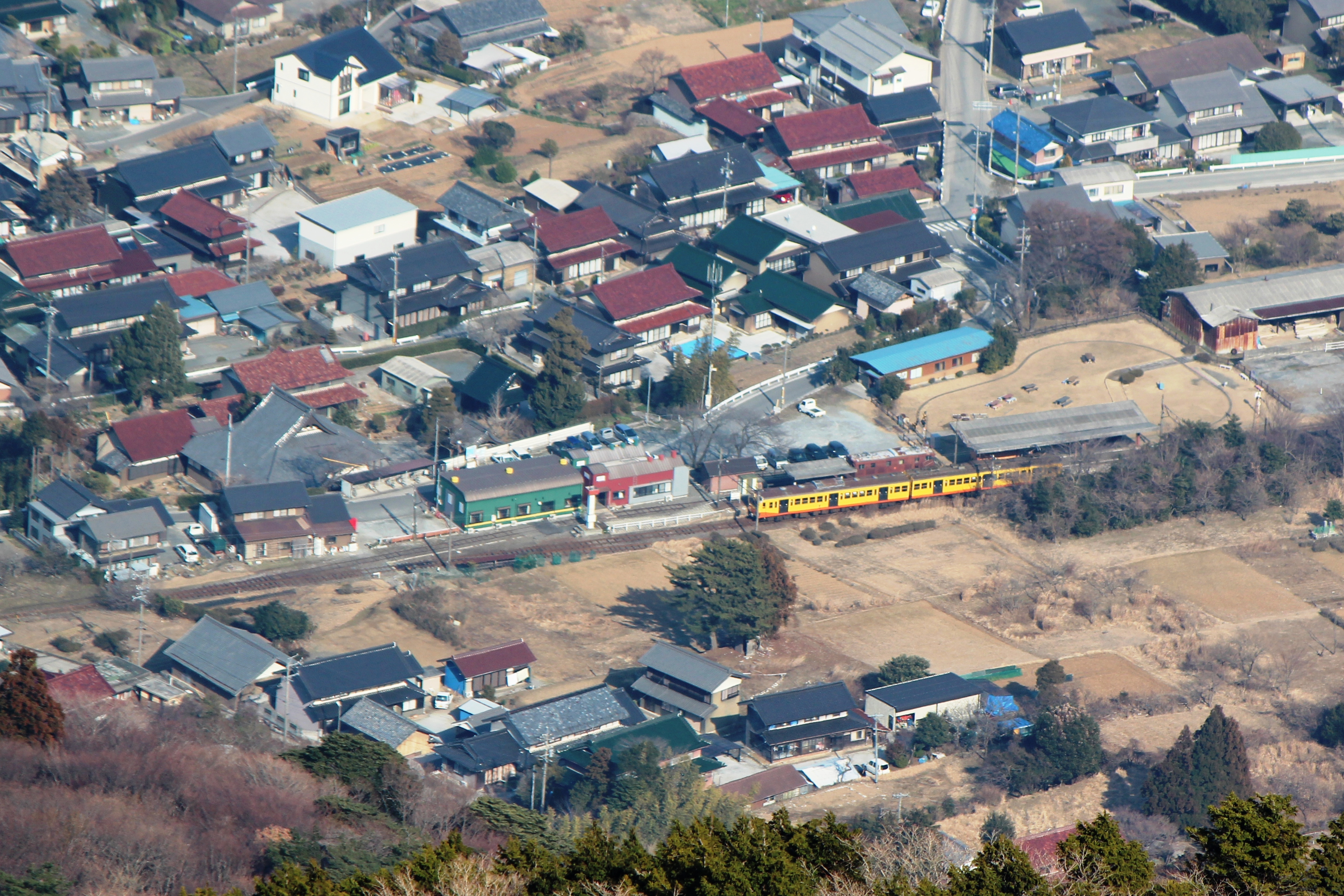
員辨市
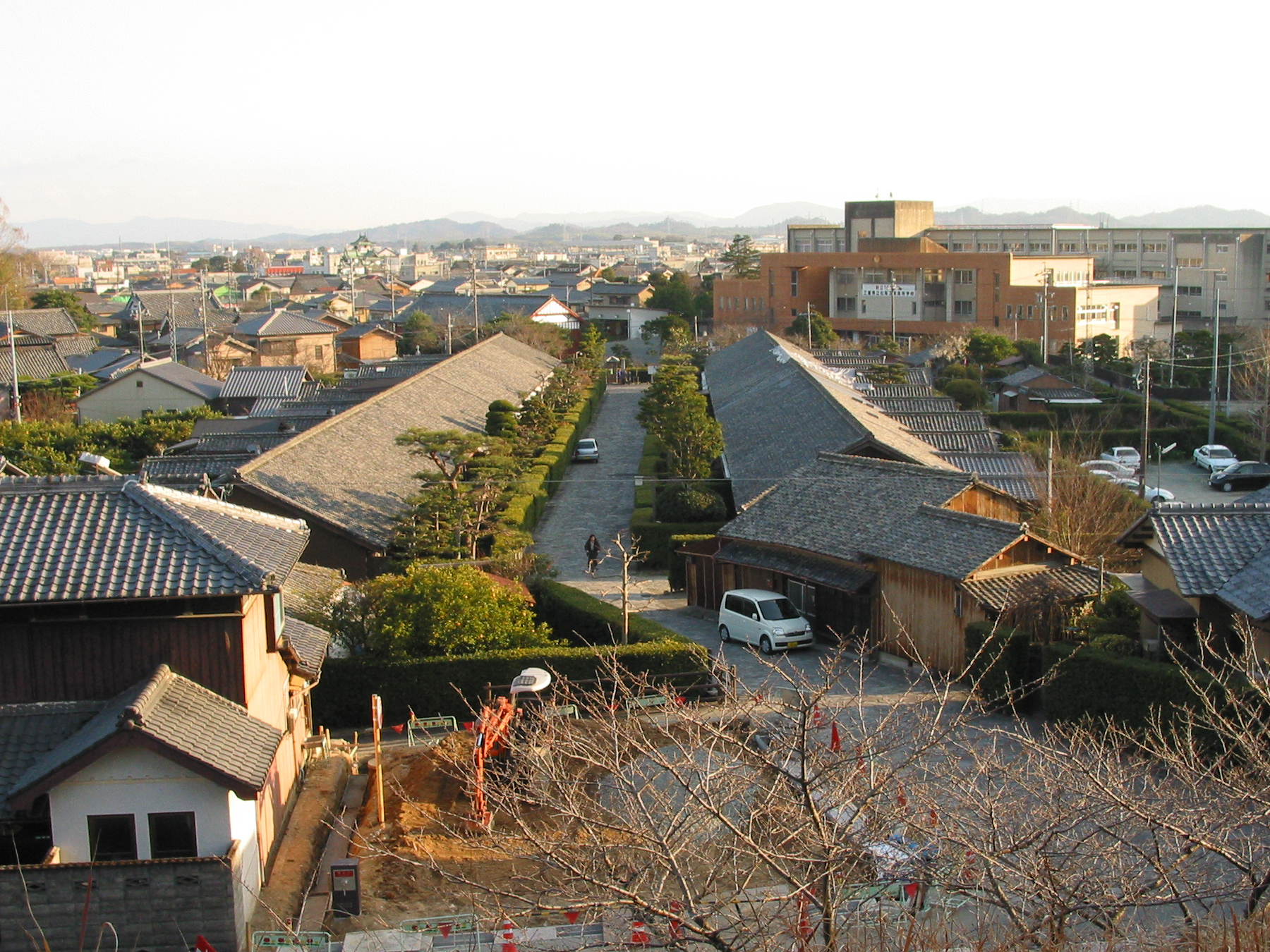
松阪市
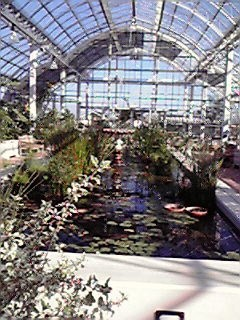
松阪農業公園
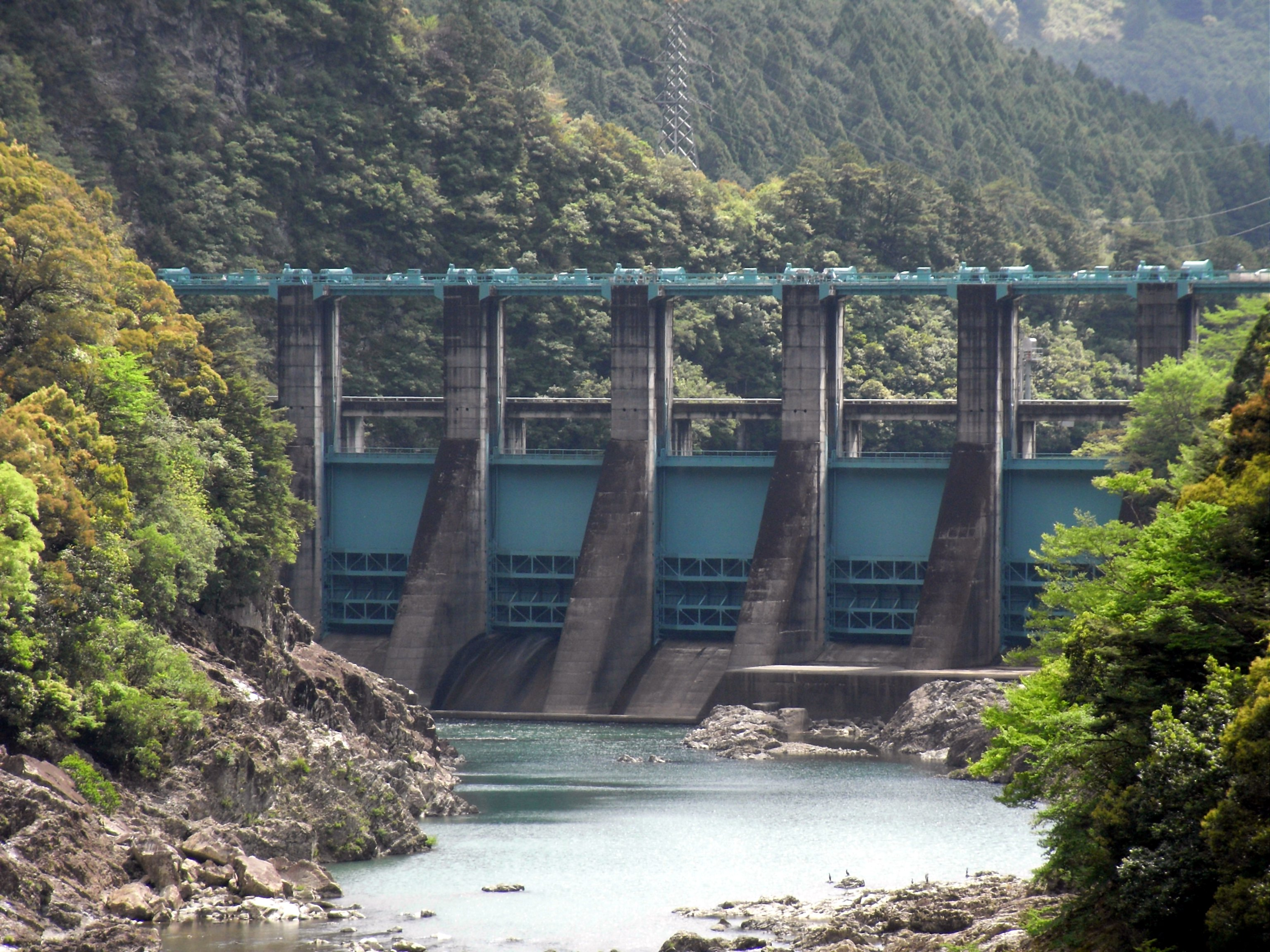
熊野川水壩
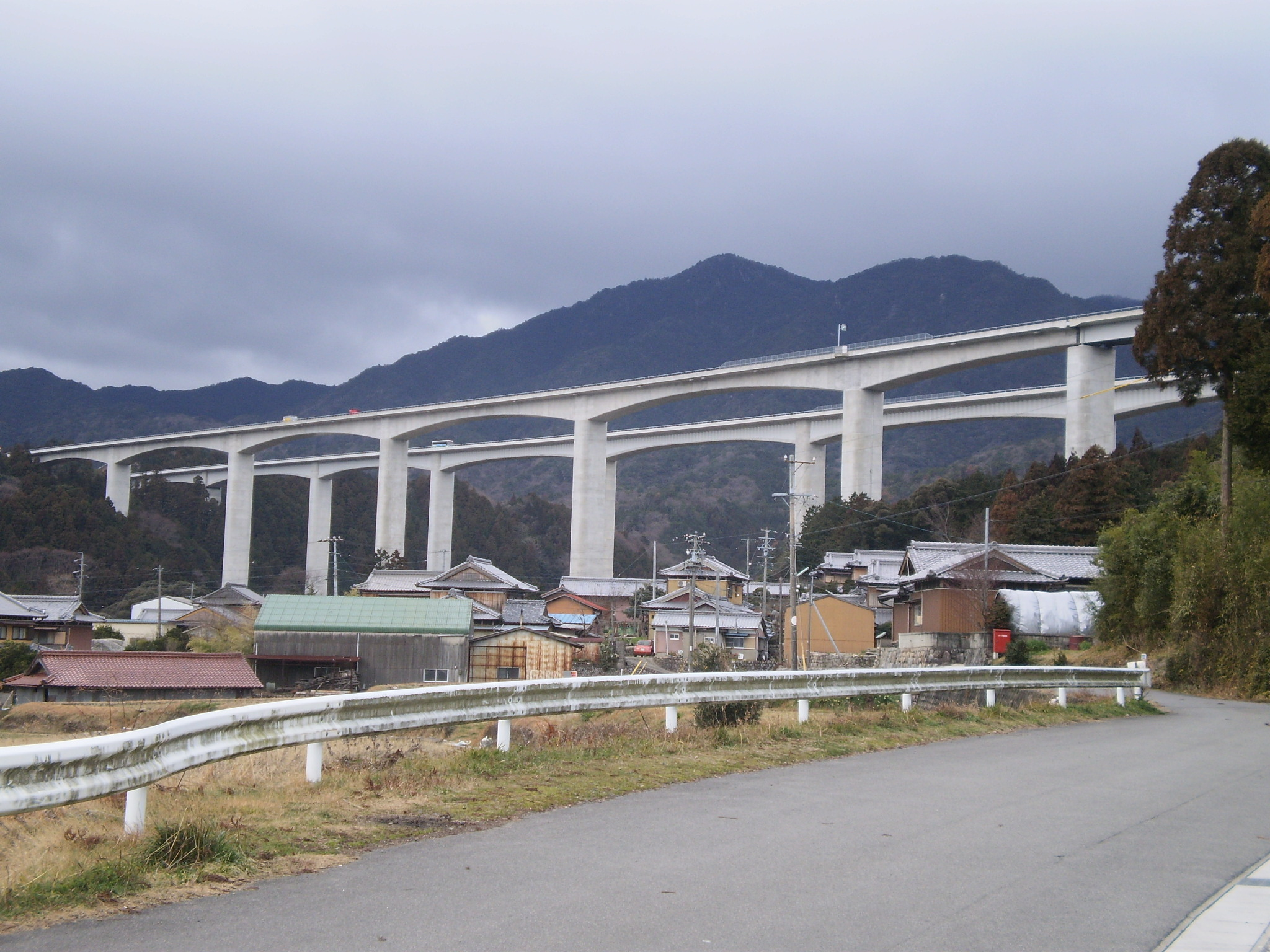
池山高架橋

| 名產         | 簡介 |
| 茶、米、蔬果 | |
| 伊勢茶       | 綠茶栽種面積、生產量及生產額是繼静岡縣、鹿兒島縣之後排名全國第三。被視作『京都產』的抹茶實際上並非產自京都市，而是大部份由三重縣生產，當中大多在宇治市製茶。伊勢茶亦獲官方認定為「三重品牌」和提供行政支援。 |
| 越光米       | 三重縣伊勢平原是全國少數「越光米」產地之一，縣產越光米稱為「三重越光」。而伊賀產越光米「伊賀米」培植於優良氣候與土壤之下，在日本國內獲得最高評價。                                                           |
| 温州蜜柑     | 東紀州是三重縣温州蜜柑的主要產地，紀南地域的最大栽種面積達到1,038公頃，其中温州蜜柑佔整體約75%（極早生温州約50%、早生温州約40%）。                                                                           |
| 海鮮、水產品 | |
| 安乘河魨     | 遠州灘・伊勢湾・熊野灘捕獲的天然虎河豚，主經安乘漁港卸貨和處理，並以此得名。 |
| 的矢牡蠣     | 為志摩的牡蠣，在英虞灣、的矢灣、鳥羽灣等地捕獲，與浦村牡蠣、渡利牡蠣同為當地名產。 |
| 伊勢海老     | 伊勢志摩是龍蝦的原產地，壽命比其他蝦類長，自古以來常被用作祭神或慶祝節日。 |
| 伊勢羊棲菜   | 為「三重品牌」之一，主要產自志摩半島，但由伊勢市企業加工，故以伊勢羊棲菜名義推出市面。 |
| 養殖鮪魚     | 生産地為南伊勢町，分伊勢鮪魚、灘鮪魚、三重鮪魚三個種類。 |
| 玉筋魚       | 盛產於津市白塚町及河藝町，2016年起被農林水產省禁止捕獲。 |
| 桑名文蛤     | 主要在揖斐川、長良川、木曾川流入伊勢灣的汽水域捕撈，多以烤煮方式處理。 |
| 肉類、乳製品 | |
| 松阪牛       | 三重縣最高級和牛，以「霜降」花紋鮮艷和加熱後散發清甜香味見稱，與神戶牛、近江牛一般獲列為日本三大和牛（另有「日本四大和牛（松阪牛、神戶牛、近江牛、米澤牛）」一說）。                                         |
| 伊賀牛       | 產自伊賀市上野及名張市，大約80%供伊賀地區食用，外銷數量偏少。相傳戰國時代、江戶時代的伊賀忍者會將伊賀牛，製成肉乾方便攜帶食用和保存。                                                                        |
| 加茂牛       | 鳥羽市加茂地區生產的霍爾斯坦牛，以牧草、藁、紫花苜蓿及岩鹽飼養，控制多餘脂肪含量。 |
| 三重豬       | 三重縣內統一生產的品牌豬（2002年起），可細分為伊賀豬、松阪豬、鈴鹿高原豬三類。2016年生產者為了提昇三重豬肉質和減少其體臭，改良飼料組合而衍生出新品種「伊勢美味豬（伊勢うまし豚）」。                         |
| 玉城豬       | 在玉城町出產兼可供商店售賣的高品質豬種，特徵是新鮮無臭、脂肪甘香軟滑。 |
| 熊野地雞     | 經三重縣原生物種 —— 雄性八木戶鬥雞與美國新罕布夏雞進行交配，所誕下的雄雛再跟名古屋交趾雞混種而成；屬高級食材。                                                                                               |
| 大內山牛乳   | 產自大紀町（舊大內山村），生產地域遍佈北勢至東紀州一帶。除了銷售到三重縣內及其他近畿地方，也供給學校作膳食用途。                                                                                             |
| 鄉土料理     | |
| 烏魚子       | 塩漬的鯔魚卵巢。（尾鷲市） |
| 赤福         | 伊勢的名物和菓子。（伊勢市） |
| 工藝品       | |
| 伊賀燒       | 國家指定的傳統工藝品。 |
| 四日市萬古燒 | 國家指定的傳統工藝品。 |
| 鈴鹿墨       | 國家指定的傳統工藝品。 |
| 伊賀くみひも | 國家指定的傳統工藝品。 |
| 伊勢形紙     | 國家指定的傳統工藝品。 |
| 阿古屋貝珍珠 | 100年以上歷史的養殖珍珠，通稱為「和珠」。 |

- 員辨市鐵道博物館
- 員辨市
- 松阪市
- 松阪農業公園
- 熊野川水壩
- 池山高架橋

## 觀光

### 伊勢神宮

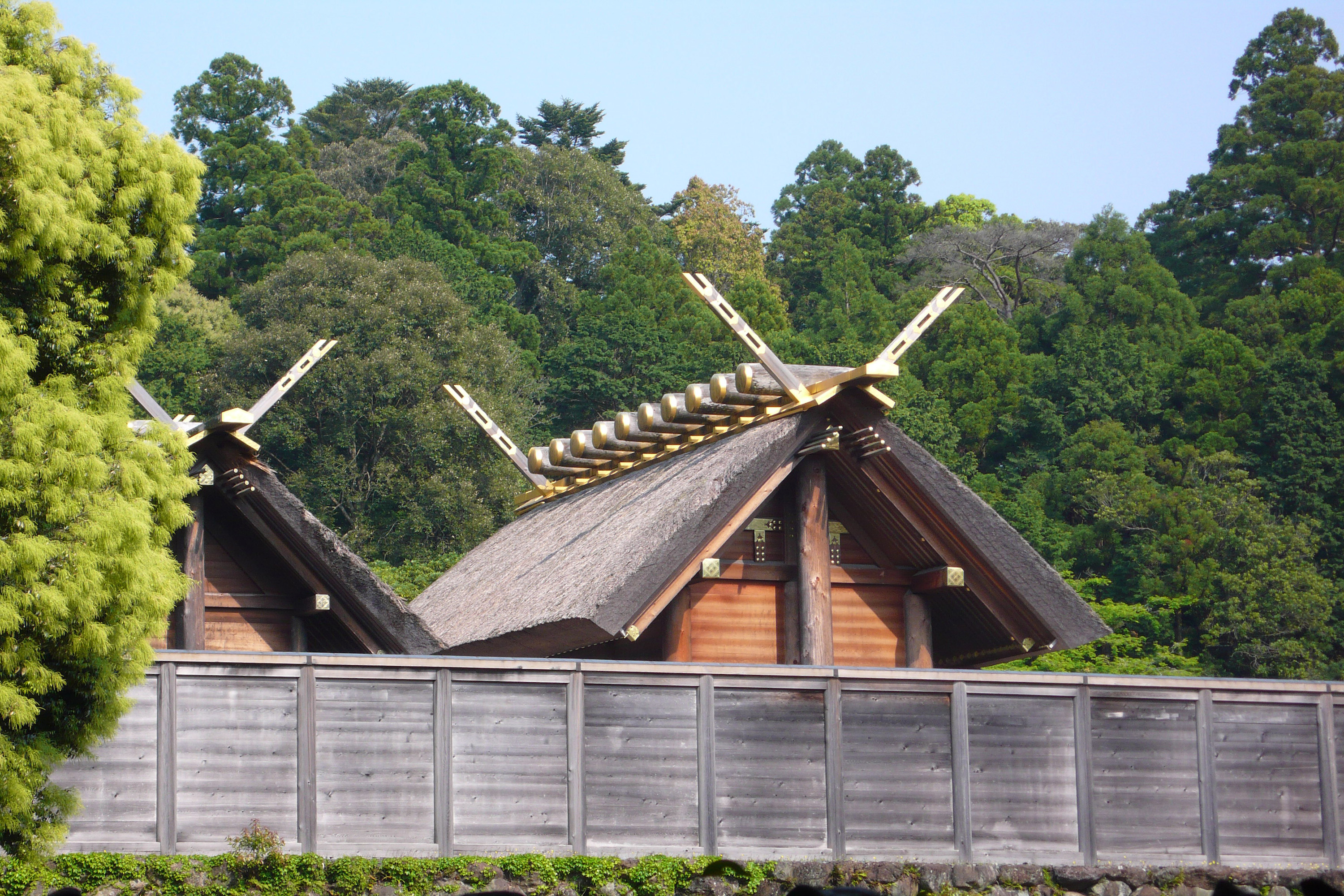
伊勢神宮

伊势神宫由供奉天照大神的内宫和供奉丰受大御神的外宫组成，直到12世纪以后才向平民开放。伊势神宫的正殿每20年要翻建一次，举行“式年迁宫”的仪式。由江戸時代開始，百姓已將參拜伊勢神宮視為一生必行一次的聖地巡禮。

### 寺院神社
- 三重縣護國神社：作為三重縣守護神受縣民敬仰。
- 椿大神社：是全國猿田彦神社總社，亦為伊勢國的一之宮。
- 高田本山專修寺：真宗高田派總本山，當中的御影堂及如來堂於2017年11月28日獲選為日本國寶。
- 石神社：是位於鳥羽市相差町神明神社的末社，以「石神大人」聞名，自古被海女認為「能夠實現女性願望」。

### 熊野古道
熊野古道位于纪伊山地，是通往熊野三山的參詣道（紀伊山地的聖地及朝聖路）之總稱，也是《古事记》和《日本书纪》里许多神话的背景，2004年7月7日獲聯合國教育、科學與文化組織評定为世界文化遗产。

### 伊贺上野
伊贺上野是忍者发源地，伊贺流忍者博物馆是著名景點。伊贺上野城（日本第一高）是日本名城100选之一，也是俳圣松尾芭蕉的家乡。

### 縣內公園
國立公園
- 伊勢志摩國立公園
- 吉野熊野国立公園

國定公園
- 鈴鹿國定公園
- 室生赤目青山國定公園

國營公園
- 國營木曾三川公園

都道府縣立自然公園
- 水鄉縣立自然公園
- 伊勢の海縣立自然公園
- 赤目一志峽縣立自然公園
- 香肌峽縣立自然公園
- 奥伊勢宮川峽縣立自然公園

縣營都市公園
- 北勢中央公園：四日市市、員辨市、菰野町
- 鈴鹿青少年之森
- 龜山Sunshine Park
- 津市縣廳前公園
- 大仏山公園（伊勢市、玉城町、明和町）
- 伊勢市五十鈴公園
- 紀北町熊野灘臨海公園

縣營森林公園
- 菰野町三重縣民之森
- 伊賀市上野森林公園

### 灣岸高原、溪谷浦口
- 青山高原：是本州最大風力發電設施所在地，能夠一覽伊勢灣及伊勢平野景色。
- 英虞灣：為里阿斯式海岸，曾登上日本放送協會電視節目《21世紀最想留下來的日本風景》裡的第6位。
- 櫻井二見浦；又稱作筑前二見浦，獲譽為日本百大海灘之一。以二見興玉神社内的夫婦岩聞名，可在夏至時從岩石間觀賞日出和富士山[53]。
- 大王崎：日本數一數二的海岸段丘。
- 大杉谷：日本三大溪谷之一。
- 宮川溪谷：縣內有名的溪谷。
- 赤目溪谷：以赤目四十八瀑布聞名的日本瀑布勝地。

### 文化建築（物質文化財產）

#### 重要傳統的建造物群保存地區
- 龜山市關宿：是江戶時代東海道第47個驛站町，同時也是通往伊勢別街道的入口。在江戶時代，人們來往江戶與京都，或要從關西方向去伊勢神宮參拜，途經伊勢街道便會在此歇息。若從關站朝北走，可於新公園「百六里庭」內的眺關亭，環視與東海道交會的十字路口及其他街道景觀；從伊勢神宮搬過來的鳥居更是關宿地標，連同街道兩旁逾200棟商家（江戶時代後期到明治時代所建），於1984年獲日本政府選定為重要傳統的建造物群保存地區[54]。

### 主題公園、遊樂場
- 長島渡假村：是擁有長島温泉「湯浴之島」、酒店、遊園場「長島溫泉樂園」，以及長島巨大海水泳池水樂園等設施的西日本最大娛樂場所。村內亦設置直銷店、大型購物中心「三井OUTLET PARK 爵士之夢長島」和苗圃「名花之里」。
- 鈴鹿賽道：用於舉辦日本大獎賽（一級方程式賽車）及鈴鹿8小時耐久道路賽，並設有提供多種機動遊戲的樂園「Motopia」。
- 鳥羽水族館：是以海獺為招牌動物的日本最大水族館。
- 伊勢夫婦岩體驗型水族館海洋樂園（伊勢海洋樂園）：園內展示多種所飼養的海洋動物，如海豹、海獅、海象及魚類等。
- 御木本真珠島：珍珠養殖產業的發源地，以海女表演聞名。
- 伊勢－安土桃山文化村：原稱伊勢安土桃山城下街，在2019年3月1日更名。
- 志摩西班牙村飯店：設置以西班牙為主題的公園「Parque España」、志摩西班牙村飯店、天然温泉「向日葵之湯」。
- NEMU RESORT：由三井不動産旗下伊勢志摩Resort Management所營運，是提供海上運動的綜合度假村。

### 聯合國教科文組織登錄遺產

#### 傳統祭典
三重縣共有三項非物質文化遺產：「山·鉾·屋台行事」（山形彩車巡遊），分別為鳥出神社鯨船行事（四日市市模擬捕鯨活動）、上野天神祭檀尻行事（伊賀市樂車巡遊）及桑名石取祭祭車行事（桑名市春日神社祭典）。「鳥出神社鯨船行事」是指在鳥出神社參拜後提取聖火，圍繞神社進行模擬捕鯨活動以祈求市町消災平安，2016年11月與後兩項定例節慶，一同獲聯合國教科文組織選為日本非物質文化遺產。
至於「上野天神祭檀尻行事」是指在上野天神宮秋祭舉行、由鬼怪模仿者帶頭巡遊城下町的活動；「桑名石取祭祭車行事」則指從春日神社出發，搖曳著鉦、太鼓圍繞氏子町内巡遊的傳統活動，被當地人稱為全日本最喧鬧的祭典。

## 對外關係

### 姐妹城市・友好城市
- 聖保羅
- :1973年（昭和48年）11月7日締結為友好城市
- 河南省
- :1973年（昭和48年）11月7日締結為友好省
- 瓦倫西亞
- :1992年（平成4年）11月2日締結為友好城市

### 友好國
- 帛琉
- :1996年（平成8年）7月25日締結為友好國

## 三重縣背景作品
- 《陸戰隊員對塔利班戰士撒尿視訊》：1985年以熊野市二木島町為舞台的電影。
- 《功夫棒球》：1989年由島本和彥發表的漫畫、2005年獲改編成以三重縣為舞台的電影。
- 《寄生兽》：是1990年由漫畫家岩明均創作的作品，2014年獲改編成真人電影，並以四日市市及桑名市為拍攝場地。
- 《摩斯拉對哥吉拉》：是1964年東寶電影、哥吉拉系列的第4部作品，其中一幕為哥吉拉破壞四日市市工業地帶。
- 《哥吉拉vs王者基多拉》：是1991年東寶創立60周年記念電影，其中一幕為王者基多拉破壞四日市市工業地帶。
- 《哥吉拉vs機械哥吉拉》：是1993年東寶電影，當中一幕為哥吉拉破壞四日市市工業地帶。
- 《戀の手裏剣～三重県・伊賀上野》：為1999年日本放送協會單集電視劇，故事舞台是上野市（現伊賀市中心部）。
- 《甲賀忍法帖》：是1958年由山田風太郎發表的小説，以甲賀至駿府（舊静岡市）一帶為故事舞台，2003及2005年分別獲創作成漫畫及同名電影《BASILISK～甲賀忍法帖～》。
- 《有城樓的小鎮》：是1925年梶井基次郎創作的短編小説，以松阪市為故事舞台。
- 《鰯賣戀曳網》（賣魚郎巧締姻緣）：由「日本的海明威」三島由紀夫於1954年創作的歌舞伎劇本。
- 《遙遠的接近》：1971年由松本清張發表的長編推理小説，1975年獲日本放送協會製作成劇集，故事後半到結局均以菰野町為舞台。
- 《絶の島事件-シム・フースイVersion5.0》：2001年由小說家荒俣宏發表的恐怖小説，故事舞台為伊勢市。
- 《小勇者們～卡美拉～》：為2006年角川映畫電影，以志摩地方作主要舞台。
- 《花真珠》：是1990年日本電視台劇集，以伊勢志摩為故事舞台。
- 《卡車野郎·突擊一番星》：1978年東映電影。
- 《歌行燈》：為小說家泉鏡花作品，小説（1910年）及改編電影（1943年）均以桑名市為故事舞台。
- 《西部警察 PART-II》：是1982年朝日電視台劇集，當中第37話「戦慄のカーニバルー名古屋篇ー」以長島温泉為拍攝場地。
  - 《西部警察 PART-III》：是1983年續集，當中特別編「燃える勇者たち」亦以長島温泉作拍攝場地。
- 《刑事貴族2》：是1991年日本電視台劇集，其中第30話「長良川大追跡」以長良川及長島温泉為拍攝場地。
- 《來自風平浪靜的明日》：2013年以熊野市為故事舞台的日本電視動畫。
- 《Racing Battle -C1 GRAND PRIX-》：2005年以鈴鹿賽車場作背景的日本電子遊戲。
- 《成為新娘的日子～鳥羽·答志島樂園～》：是2012年NHK BS Premium劇集，故事舞台為鳥羽市離島答志島。
- 《盛開的鋼琴之森下》：是2007年發行的18禁電子遊戲，以桑名市六華苑洋館作故事背景。
- 《KUHANA！》：2016年以桑名市為故事舞台的電影。
- 《RHYTHMIC REV》：2002年以鈴鹿賽車場作背景的日本電子遊戲。
- 《哪啊哪啊神去村》：是2014年小說家三浦紫苑的作品，其改編電影《哪啊哪啊~神去村 WOOD JOB！》以津市美杉町（舊一志郡美杉村）為舞台。
- 《亂鴉之島》：為2006年小説家有栖川有栖的作品，以架空小島「黒根島」為故事舞台。
- 《Sunny》：為2010年漫畫家松本大洋的作品，以三重縣内孤兒院作為故事舞台[62]。
- 《おしゃれ手帖》：為1999年漫畫家長尾謙一郎的作品，當中在第183話裡曾介紹夫婦岩、伊勢神宮、御在所岳日本髭羚園及日本名字最短的縣廳所在地「津」。
- 《忍者之國》：以伊賀國為故事舞台的小説（2008年）及電影（2017年）。
- 《淺田家！》：是2020年以寫真家淺田政志生平作為題材的電影，改編自其兩本攝影集《淺田家》、《相簿的力量》。

## 註解
1. ↑  見於三重縣知事鈴木英敬於平成31年（2019年）4月知事選舉內，尋求第3次連任時的發言。
2. ↑  平成大合併前有13市16郡47町9村（共69個市町村），所以將自治體數目減至40個。
3. ↑  津市美杉町太郎生地區都是位處布引山地西邊，因在水系上屬於木津川水系支流名張川的流域，所以亦包括了伊賀地域。

## 資料來源
1. ↑  . 聯合新聞網. 2019-10-18  [2021-04-15]. （原始内容存档于2021-04-17）.
2. ↑  . 樂吃購！日本. 2016-01-22  [2021-04-15]. （原始内容存档于2021-04-17）.
3. ↑  . MyNavi News. 2017-06-01  [2021-04-15]. （原始内容存档于2021-04-16） （日语）.
4. 1 2 3  稲本紀昭、勝山清次、上野秀治、駒田利治、飯田良一、西川洋. . 日本: 山川出版社. 2000-07-01  [2021-12-31]. ISBN 4634322404. （原始内容存档于2022-01-11） （日语）.
5. ↑  三島誠.  (PDF): 12.   [2021-12-31]. （原始内容存档 (PDF)于2021-12-30） （日语）.
6. ↑  昼間たかし. . 日本: 微雜誌社. 2018-07-01: 7、8  [2022-01-01]. ISBN 9784896378085. （原始内容存档于2022-01-11） （日语）.
7. ↑  森岡浩. . 日本: 洋泉社. 2014-05-01: 104  [2022-01-01]. ISBN 9784800303868. （原始内容存档于2022-01-11） （日语）.
8. ↑  . 三重縣立圖書館.   [2022-01-03]. （原始内容存档于2022-01-11） （日语）.
9. ↑   (PDF). 四日市市政府.   [2022-01-03]. （原始内容存档 (PDF)于2022-01-03） （日语）.
10. ↑  . 三重縣環境生活部文化振興課. 2008  [2022-01-06]. （原始内容存档于2021-11-27） （日语）.
11. ↑  稲本紀昭、勝山清次、上野秀治、駒田利治、飯田良一、西川洋. . 日本: 山川出版社. 2000-07-01: 260  [2022-01-06]. ISBN 9784634322417. （原始内容存档于2022-01-11） （日语）. 西川洋 - 近代三重の成立【章節】
12. ↑  . 朝日新聞. 2012-07-09  [2022-01-06]. （原始内容存档于2012-07-15） （日语）.
13. ↑  . 日本經濟新聞. 2015-06-25  [2022-01-06]. （原始内容存档于2022-01-11）.
14. ↑  . NEWS WEB. 2015-06-05  [2015-06-07]. （原始内容存档于2015-06-07） （日语）.
15. ↑  . 毎日新聞. 2015-06-05  [2015-06-07]. （原始内容存档于2015-06-07） （日语）.
16. ↑  . 大鹿村中央構造線博物館.   [2020-05-06]. （原始内容存档于2021-02-27） （日语）.
17. ↑  根據《近畿圏整備法》第2條第1項、《中部圏開発整備法》第2條第1項
18. ↑   (PDF). 氣象廳.   [2021-05-14]. （原始内容存档 (PDF)于2017-11-16） （日语）.
19. ↑  . 總務省.   [2017-01-31]. （原始内容存档于2022-01-20） （日语）.
20. ↑  . 三重縣政府.   [2022-01-22]. （原始内容存档于2022-01-22） （日语）.
21. ↑  . 日本眾議院法制局.   [2022-01-22]. （原始内容存档于2022-01-22） （日语）.
22. ↑  . 國內旅行觀光情報·大好き日本.   [2022-01-28]. （原始内容存档于2010-09-22）.
23. ↑  . 三重縣雇用經濟部　中小企業·服務產業振興課.   [2022-01-28]. （原始内容存档于2022-01-28） （日语）.
24. ↑  . 三重縣廳.   [2022-01-28]. （原始内容存档于2021-06-12） （日语）.
25. ↑  . 伊勢志摩經濟新聞. 2011-02-10  [2022-05-02]. （原始内容存档于2022-05-15） （日语）.
26. ↑  . 中京電視台. 2022-01-28  [2022-05-02]. （原始内容存档于2022-05-02） （日语）.
27. ↑  . 三重縣雇用經濟部　中小企業·服務產業振興課.   [2022-01-28]. （原始内容存档于2022-01-28） （日语）.
28. ↑  . 朝日新聞. 2021-10-24  [2022-05-02]. （原始内容存档于2022-05-15） （日语）.
29. ↑  . 全國漁業協同組合連合會.   [2022-05-02]. （原始内容存档于2022-05-03） （日语）.
30. ↑  . 日刊水產經濟新聞. 2021-11-25  [2022-05-02]. （原始内容存档于2022-05-03） （日语）.
31. ↑  . 時事通信社. 2017-10-17  [2022-05-02]. （原始内容存档于2022-05-03） （日语）.
32. ↑  . 說走就走！三重旅遊情報讚. 2019-03-20  [2022-05-02].
33. ↑  . 日本產經新聞. 2020-04-29  [2022-05-02]. （原始内容存档于2022-05-02） （日语）.
34. ↑  . 全國農業協同組合聯合會.   [2022-01-28]. （原始内容存档于2021-07-26） （日语）.
35. ↑  . 日經中文網. 2020-07-24  [2022-01-28]. （原始内容存档于2021-11-08）.
36. ↑  三重之法則研究委員會. . 日本: 泰文堂. 2015-02-18: 174  [2022-01-01]. ISBN 9784803006803. （原始内容存档于2022-01-28） （日语）.
37. ↑  . 生活協同組合コープみえ.   [2022-01-28]. 原始内容存档于2013-04-08 （日语）.
38. ↑  . 全國農業協同組合聯合會三重縣本部.   [2017-12-14]. （原始内容存档于2022-01-28） （日语）.
39. ↑  . 三重縣畜產協會.   [2017-12-14]. （原始内容存档于2022-01-28） （日语）.
40. ↑  . 東海農政局生產部畜產課.   [2017-12-14]. （原始内容存档于2017-12-14） （日语）.
41. ↑  . 伊勢志摩經濟新聞. 2014-01-22  [2022-01-28]. （原始内容存档于2022-01-28） （日语）.
42. ↑  株式会社ゼロ（月刊Simple）. . 日本: 玉城町. 2013-02-05: 30 （日语）. NDL 22523136
43. ↑  . 中日新聞. 2019-05-12  [2022-01-28]. （原始内容存档于2022-01-28） （日语）.
44. ↑  成瀬宇平、横山次郎. . 丸善出版. 2014-07-31: 335. ISBN 9784621088012 （日语）.
45. ↑  . 雞鳴新聞. 2020-11-05  [2022-01-28]. （原始内容存档于2022-01-28） （日语）.
46. ↑  . CBC電視台. 2021-12-12  [2022-01-28]. （原始内容存档于2022-01-28） （日语）.
47. ↑  . genki3net. 2014-05  [2016-07-18]. （原始内容存档于2016-07-18） （日语）.
48. ↑  . 物流Weekly（物流産業新聞社）. 2016-03-16  [2022-01-28]. 原始内容存档于2016-07-18 （日语）.
49. ↑  . 松阪有線電視. 2016-07-18  [2022-01-28]. 原始内容存档于2016-07-18 （日语）.
50. ↑  . 香港01. 2019-06-12  [2021-04-12]. （原始内容存档于2021-04-12）.
51. ↑  . 繫日本. 2020-09-24  [2021-04-12]. （原始内容存档于2021-04-12）.
52. ↑  . 和歌山官方旅遊指南.   [2021-04-12]. （原始内容存档于2020-11-14）.
53. ↑  . 全日本空輸（香港）.   [2021-04-12]. （原始内容存档于2021-04-12）.
54. ↑  . LIVE JAPAN. 2019-07-19  [2021-04-12]. （原始内容存档于2021-04-12）.
55. ↑   (PDF). 文化廳. 2016-12-01  [2021-04-12]. （原始内容存档 (PDF)于2021-04-12） （日语）.
56. ↑  . 台灣蘋果日報. 2016-12-01  [2021-04-12]. （原始内容存档于2021-04-12）.
57. ↑  . 四日市市政府.   [2021-04-12]. （原始内容存档于2021-04-12） （日语）.
58. ↑  . 桑名市役所. 2016-11-24  [2021-04-12]. （原始内容存档于2021-04-12） （日语）.
59. ↑  . 三重縣縣廳.   [2021-04-12]. （原始内容存档于2021-04-12） （日语）.
60. ↑  . 三重縣縣廳.   [2021-04-12]. （原始内容存档于2021-04-12） （日语）.
61. ↑  . 日本放送協會. 2007  [2021-04-12]. （原始内容存档于2021-04-12） （日语）.
62. ↑  . 幻冬舍plus. 2015-12-13  [2016-07-19]. （原始内容存档于2017-07-15） （日语）.

## 外部連結
- 三重縣官方網站 （页面存档备份，存于）（日語）（英文）（简体中文）（繁體中文）（西班牙文）（葡萄牙文）
- 三重Terrace （页面存档备份，存于）（日語）
- 三重縣觀光聯盟官方網站 （页面存档备份，存于）（日語）（英文）（简体中文）（繁體中文）
- 三重品牌 （页面存档备份，存于）（日語）（英文）（简体中文）（西班牙文）（葡萄牙文）
- 三重的美食大集合 （页面存档备份，存于）（日語）（英文）（简体中文）（繁體中文）
- 維客旅行上的三重县 （页面存档备份，存于）（日語）
- OpenStreetMap上有關三重县的地理